# Взрыв в башне линкора «Айова» (1989)
Взрыв в орудийной башне американского линкора «Айова» (USS Iowa, BB-61) произошёл во время учебных стрельб 19 апреля 1989 года в помещении центрального 16-дюймового орудия башни № 2. В результате погибли 47 человек из экипажа корабля, башня получила серьёзные повреждения. 
По этому поводу были предприняты два расследования, одно силами ВМС США, другое — Счётной палатой США и исследовательской организацией министерства энергетики США Sandia National Laboratories. Расследования привели к противоречивым результатам.
Первое расследование причин взрыва, проведённое флотом, пришло к выводу, что взрыв организовал один из членов экипажа башни Клейтон Хартвиг, погибший при взрыве. В ходе расследования произошли многочисленные утечки информации в СМИ (позднее приписанные офицерам флота и следователям), согласно которым Хартвиг и другой матрос, Кендалл Труитт, находились в гомосексуальных отношениях и Хартвиг устроил взрыв после того, как отношения испортились. Тем не менее, в докладе флот заключил, что нет доказательств тому, что Хартвиг был гомосексуалистом, но есть свидетельства, что он был склонен к самоубийству и устроил взрыв порохового заряда в казённике орудия, используя электронное или химическое устройство.
Родственники пострадавших, средства массовой информации и члены Конгресса подвергли выводы флота резкой критике. Комитеты Палаты представителей и Сената по вооружённым силам провели слушания по расследованию действий следствия флота и позднее выпустили доклады, в которых выводы флота подвергались сомнению. 
Выдвигалась версия, что взрыв был следствием экспериментов со стрельбой усиленными пороховыми зарядами, проводившихся старшими офицерами корабля. 
Национальные лаборатории Сандия (Sandia National Laboratories) выделила команду специалистов, чтобы оказать техническое содействие Счётной палате. В своём обзоре «Сандия» установила, что пороховые картузы, загруженные в пушку, были переуплотнены и взрыв мог произойти по этой причине. Последующая проверка сценария переуплотнения специалистами флота показала, что из-за переуплотнения могло произойти самовозгорание пороха и взрыв в казённике орудия. Специалисты «Сандии» также установили, что вещественные доказательства не поддерживают теорию флота о том, что взрыв был вызван электронным или химическим детонатором.
В связи с новыми находками флот с помощью «Сандии» возобновил расследование. В августе 1991 года «Сандия» и Счётная палата составили свои доклады. В них предположительной причиной взрыва названа перегрузка казённика 16-дюймового орудия картузами. Флот выразил несогласие с мнением «Сандии» и заключил, что причина взрыва не может быть определена. Флот выразил соболезнование семье Хартвига и закрыл расследование.

## Предыстория

### Возвращение в строй

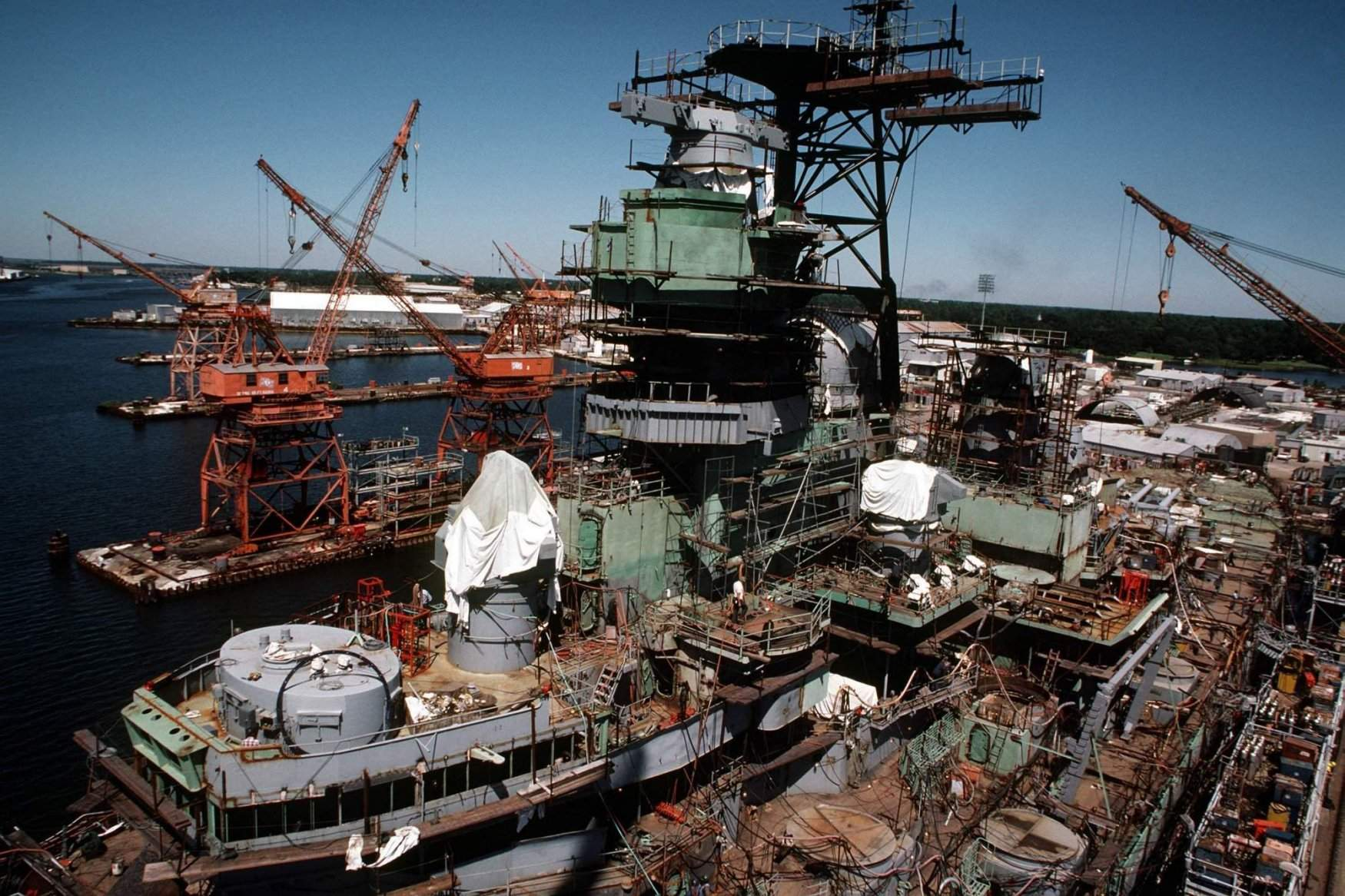
Линкор «Айова» проходит модернизацию. 1983 год

Башня линкора типа «Айова» с 16-дюймовыми орудиями

Строительство линкора «Айова» началось в 1938 году. Согласно акту Винсона «Айова» должна была стать лидером линкоров данного класса. Корабль был спущен на воду 27 августа 1942 года, вступил в строй 22 февраля 1943 года. Артиллерию главного калибра составляли девять 16-дюймовых (406,4-мм) орудий в трёх трёхорудийных башнях.
«Айова» участвовала во Второй мировой войне и в Корейской войне. 24 декабря 1958 года была выведена из состава флота и вошла в состав Атлантического резервного флота, пребывая на филадельфийской верфи до 1983 г. В этом же году линкор отправился на верфь компании Avondale Shipyards близ Нового Орлеана, штат Луизиана, где подвергся модернизации согласно плану президента Рейгана «Флот из 600 кораблей». Под руководством капитана Джеральда Никоу корабль был вновь введён в строй 28 апреля 1984 года, на год раньше предполагаемого срока. Ввиду опережения сроков многие необходимые ремонты машин и орудий не были закончены, Бюро инспекции и надзора флота (англ. US Navy Board of Inspection and Survey) не провело обследование корабля.
Спустя два года, 17 марта 1986 года, Бюро провело инспекцию под руководством контр-адмирала Джона Д. Балкели. Корабль не выдержал проверки. Комиссия выявила множество недостатков, в том числе неспособность линкора достичь скорости 33 узла (61 км/ч) на режиме полной мощности машин. Среди прочих проблем отмечалась утечка рабочей жидкости из гидравлических приводов всех трёх башен (55 амер. галлонов или 210 л из каждой башни еженедельно). Из всех орудий не был удалён космолин (антикоррозийная смазка). Трюмные трубопроводы находились в неудовлетворительном состоянии, происходили частые короткие замыкания электропроводки и поломки насосов, на паровых трубопроводах высокого давления оставались заплаты из мягких материалов, клапаны противопожарной системы не действовали. Адмирал Балкли лично рекомендовал руководителю военно-морскими операциями адмиралу Джеймсу Уоткинсу и военно-морскому министру Джону Леману немедленно отстранить линкор от несения службы. Леман, выступавший за расконсервирование «Айовы», не снял корабль со службы, но поручил командованию Атлантического флота добиться устранения неисправностей.
Спустя месяц по окончании проверки «Айова» провалила испытания силовой установки. Получить аттестацию удалось только со второй попытки. В июле 1987 года командиром корабля стал Лари Сиквист (Larry Seaquist). После несения службы в Персидском заливе линкор 10 марта 1988 года вернулся в Норфолк для обслуживания. 23 мая Сиквиста на посту командира «Айовы» сменил капитан Фред Мусалли.

### Обучение комендоров и эксперименты

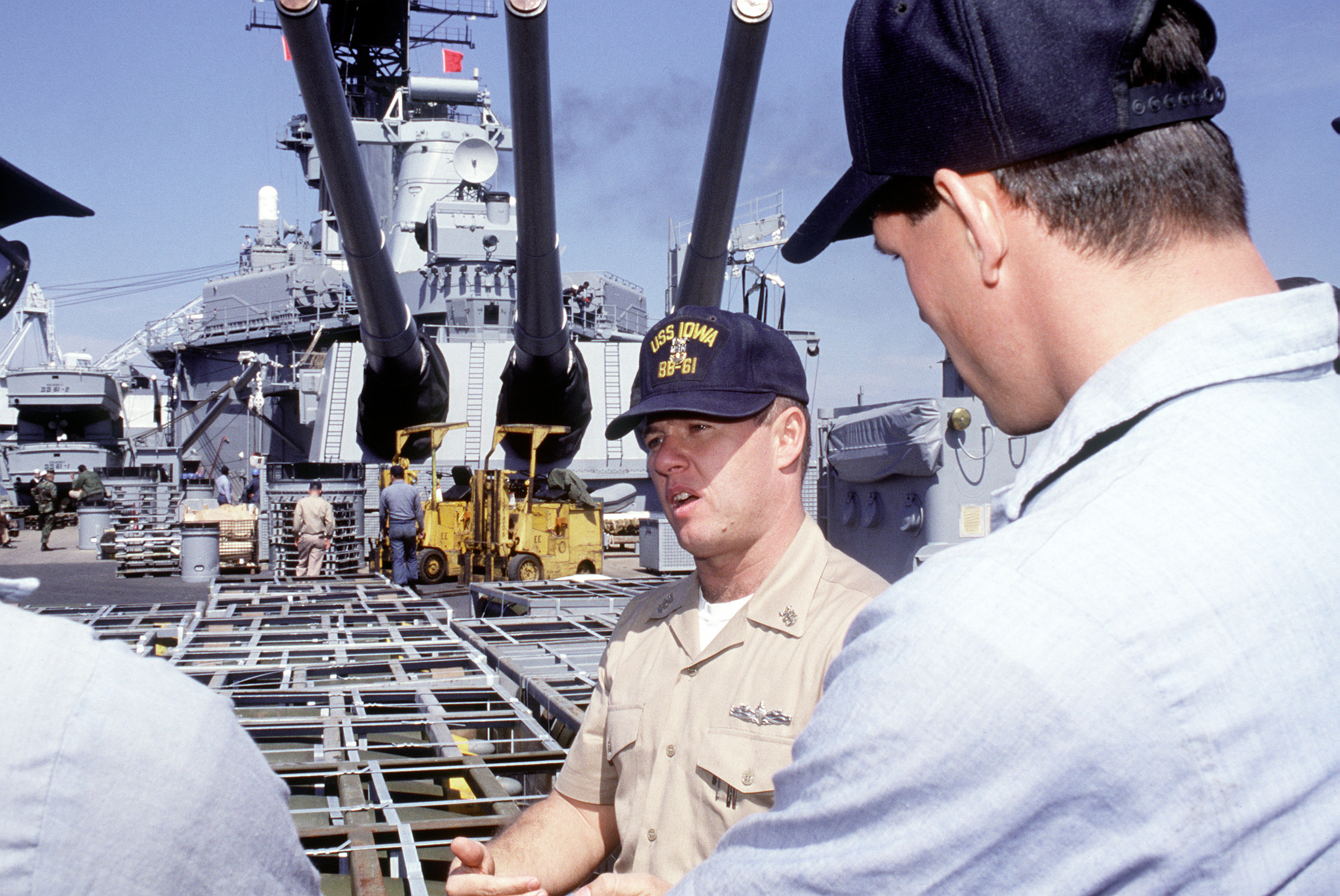
Мастер-чиф линкора «Айова» Стивен Скелли (в центре, лицом к камере) на фоне башни № 3.

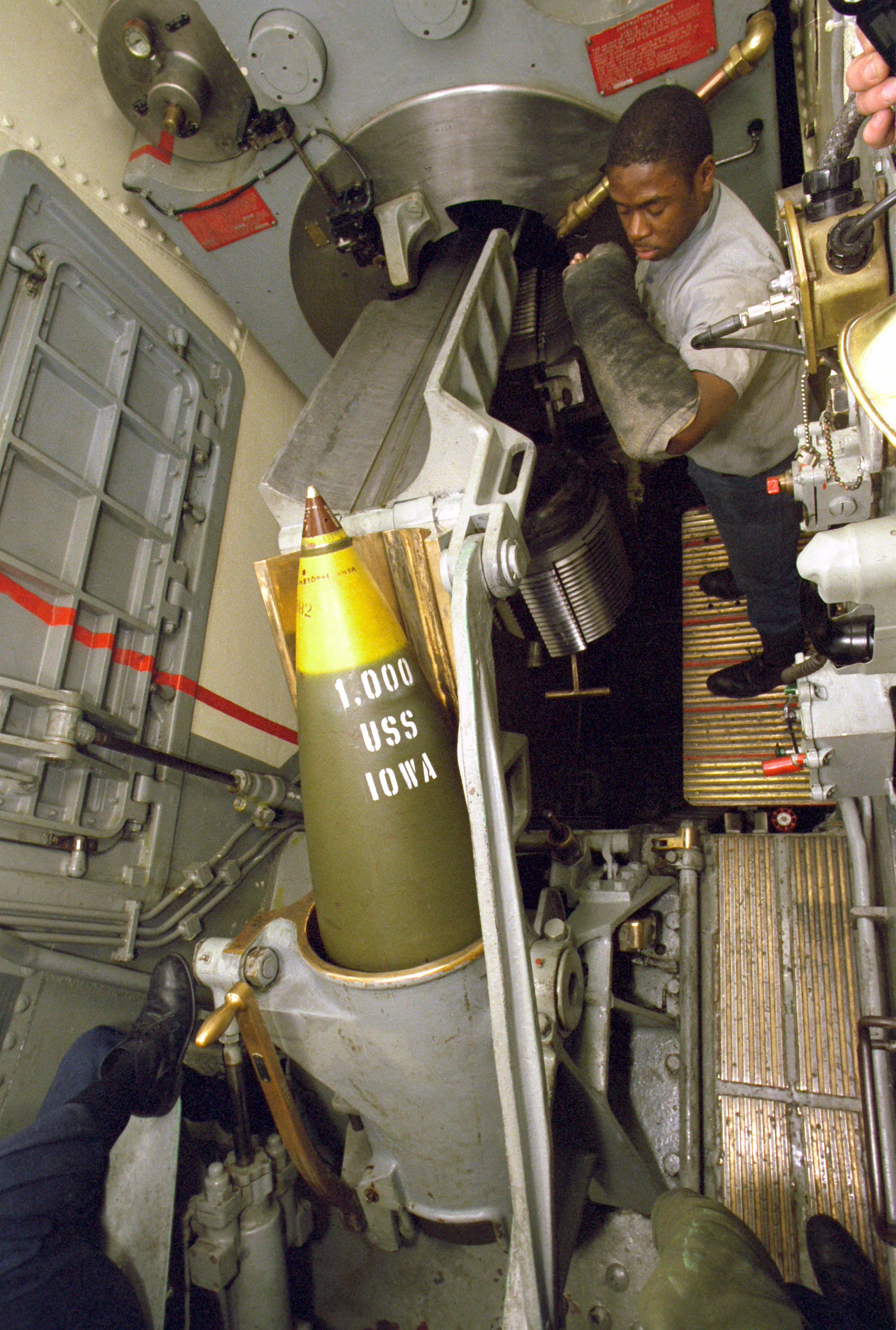
1986 год. Заряжание центрального орудия башни № 2 линкора «Айова» в ходе учения. Сначала 860-кг снаряд перемещается из люльки снарядного подъёмника в жёлоб, откуда снаряд будет дослан в ствол орудия

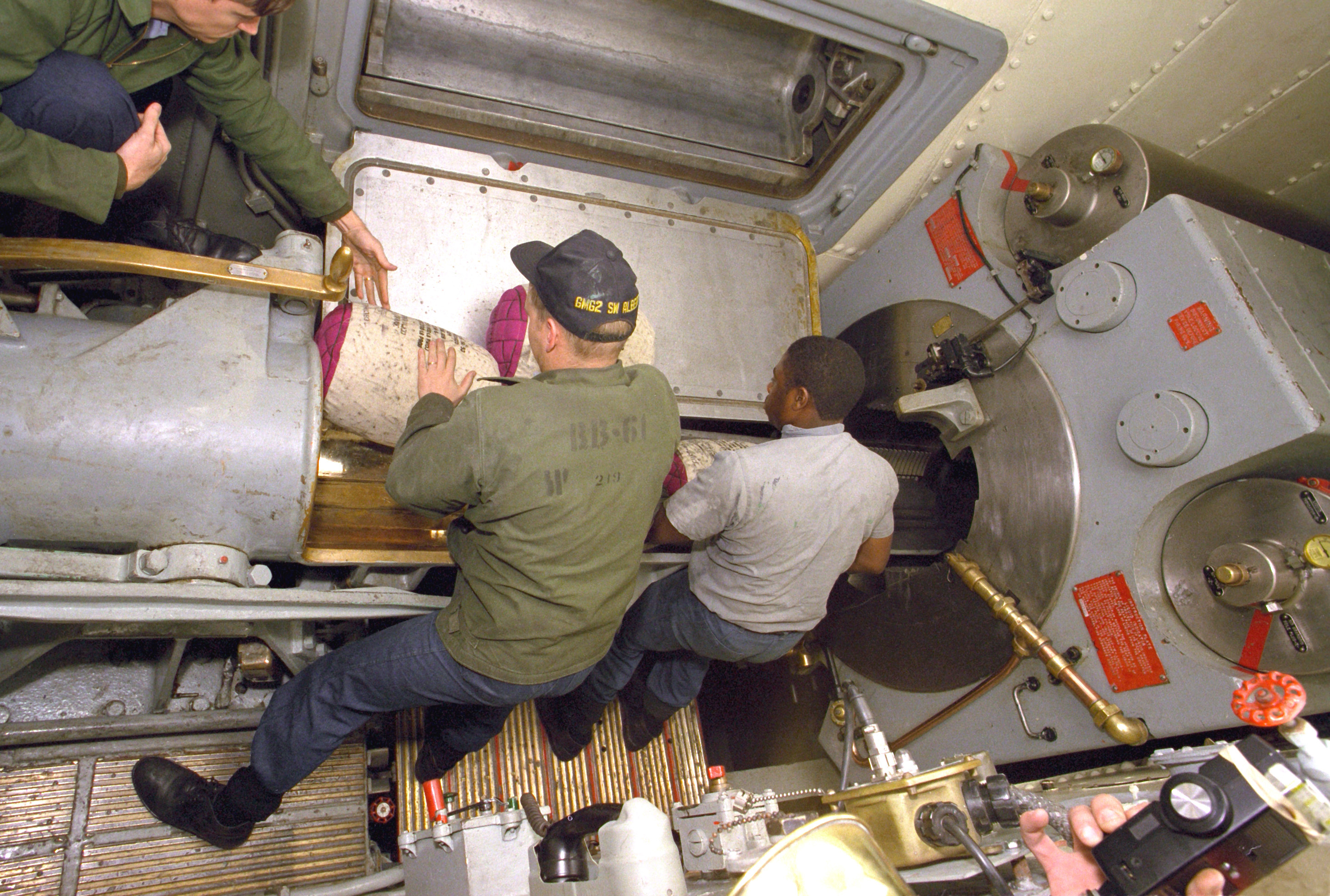
Затем картузы с порохом скатываются с двухъярусного порохового подъёмника в жёлоб. Благодаря двухъярусной конструкции подъёмника все картузы доставляются в орудийный каземат одновременно

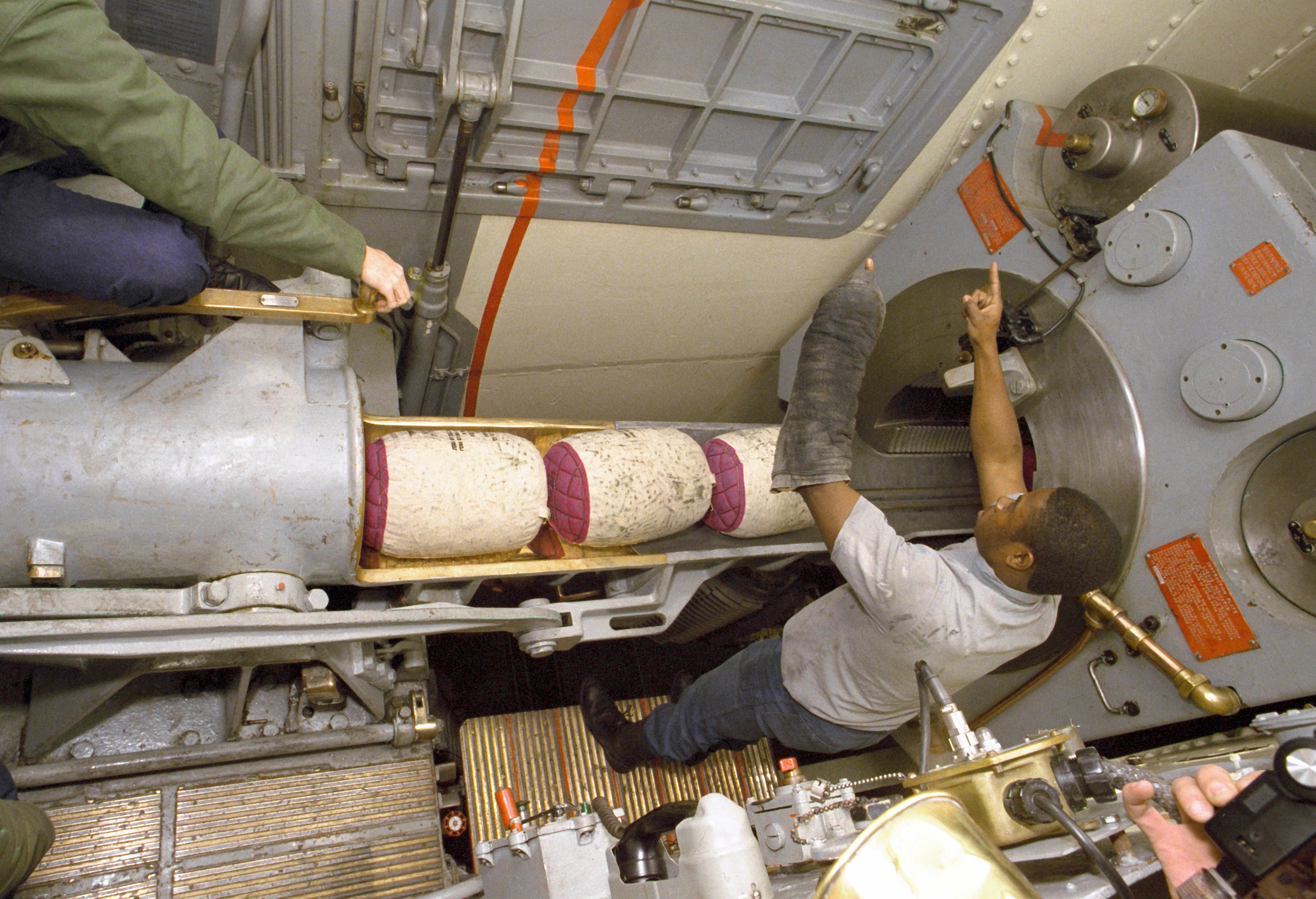
Наконец, трамбовщик (слева) по команде командира орудия (в центре) приводит в действие гидравлический поршень, чтобы дослать картузы в казенник орудия и утрамбовать. После этого жёлоб убирается, Орудийный затвор Вейлина закрывается и запирается.

Через неделю после своего назначения Мусалли и его помощник Майк Фахи отменили план по выделению 1 млн долларов на ремонт главных орудийных башен «Айовы», включавший ремонт башенного освещения, электросети, подъёмников пороха и гидравлических систем (было отмечено 75 неисправностей). Вместо этого средства были направлены на капитальный ремонт двигательной установки. В августе 1988 года «Айова» приступила к ходовым испытаниям в Чесапикском заливе и в октябре начала подготовку к повышению квалификации в водах Флориды и Пуэрто-Рико
.
В период с сентября 1988 года по январь 1989 года моряки на борту «Айовы» прошли краткую тренировку на главных орудиях ввиду продолжающихся серьёзных проблем с обслуживанием турелей главных орудий. Согласно показаниям энсина Дана Мейера, офицера первой башни, боевой дух и оперативная готовность экипажа башни сильно пострадали.
В январе 1989 главный контролёр огня[проверить перевод] мастер-чиф Стивен Скелли и офицер-оружейник[проверить перевод] коммандер Кеннет Майкл Костиган убеждали капитана Мусалли позволить им поэкспериментировать с увеличением дальнобойности орудий, используя «суперзаряженные» картузы и специально разработанные снаряды. Мусалли ошибочно считал, что высокопоставленные офицеры из Управления по разработке морских систем ВМФ (Naval Sea Systems Command, NAVSEA) одобрили эксперименты. На самом деле разрешение на проведение экспериментов было дано чиновником среднего звена из NAVSEA Джоном Макэкраном, у которого не было на то полномочий. Макэкран скрыл от своего руководства своё одобрение на проведение экспериментов.
Некоторые офицеры и матросы из экипажа башни главного орудия полагали, что эксперименты, предлагаемые Скелли и Костиганом, несут опасность, особенно ввиду возраста оборудования и многочисленных проблем с обслуживанием главных орудий и орудийных башен. Мейер пожаловался главному артиллерийскому офицеру «Айовы» коммандеру Роберту Киссинджеру на предложенные эксперименты, но Киссинджер отказался передать его соображения капитану Мусалли или прекратить эксперименты.
20 января 1989 года у острова Вьекес (Пуэрто-Рико) из башни № 1 линкора были произведены шесть экспериментальных выстрелов с использованием усиленных пороховых зарядов. Скелли объявил, что один из 16-дюймовых (406,4 мм) снарядов пролетел 40 км, тем самым установив рекорд дальности для обычного 16-дюймового снаряда. Хотя стрельбы прошли без серьёзных инцидентов, Мейер и начальник орудия башни № 1 старшина первой статьи (Petty Officer First Class) Дейл Ойген заявили Скелли, что больше не будут участвовать в его эксперименте. Скелли обратился к начальнику орудия башни № 2 первому главному старшине (Senior Chief Petty Officer) Регги Зиглеру, не разрешит ли он использовать башню № 2 для его экспериментов, на что Зиглер ответил отказом. Затем Скелли обратился к лейтенанту Филу Бичу, командиру башни № 2, и тот согласился.
Через неделю после стрельб у острова Вьекес новый старший офицер «Айовы» коммандер Джон Морс, невзирая на протесты со стороны расчетов орудий, приказал провести учебную стрельбу из главных орудий, в ходе которой башни № 1 и № 2 стреляли с угла в 15° к носу судна. При этом линия огня одного из орудий башни № 2 проходила над башней № 1. Согласно показаниям руководителя левого орудия башни № 2 Джека Томпсона, в ходе стрельб один из картузов левого орудия начал тлеть ещё до того, как затвор орудия закрылся. Томпсон говорил, что едва успел закрыть и зафиксировать затвор перед тем как орудие выстрелило. Сотрясение орудий башни № 2 повредило покрытие стволов орудий башни № 1 и электрическую систему башни. Дэн Мейер заявил, что стрельбы стали «самым страшным испытанием в моей жизни. Ударная волна снесла щит управления офицера башни и провода. Какое-то время башня была обесточена, пропал свет. Люди кричали, была паника».
В феврале линкор вернулся в Норфолк. Зиглер жаловался своей жене на моральный дух, царивший на «Айове», ситуацию с тренировками и безопасностью на борту: «У нас не хватает рабочих рук. Увольняются чифы с 17-летним стажем. Мне приходится учить этих детей нажимать на нужные кнопки, иначе они отправят нас на тот свет. Моя задница на линии огня!» Он добавил, что если встретит смерть в море, то хочет быть похороненным в его пучине. Перед отплытием из Норфолка в начале апреля 1989 артиллерист 3-го класса Скотт Блейкли из команды башни № 2 сказал своей сестре Джулии Блейкли: «Меня не больно волнуют некоторые вещи, происходящие на борту „Аойвы“. Нам нужно это преодолеть». На вопрос Джулии «Преодолеть что?» Скотт ответил: «У нас нет выбора».

### Подготовка к учениям флота
10 апреля линкор посетил командующий Вторым флотом вице-адмирал Джером Л. Джонсон. 13 апреля «Айова» вышла из Норфолка с целью принять участие в учениях флота в Карибском море у берегов Пуэрто-Рико. Это учение под названием «FLEETEX 3-89» началось 17 апреля под командованием Джонсона, в ходе учения он поднял свой флаг на «Айове».
Ночью 18 апреля экипаж башни № 2 проводил тщательный осмотр башен в ходе подготовки к артиллерийским учениям, назначенным на следующий день. Система воздушного компрессора центрального орудия, которая каждый раз после выстрела продувала канал ствола от искр и мусора, не работала должным образом.
18 апреля офицер-контролёр огня[прояснить] «Айовы» лейтенант Лео Уолш провёл совещание, чтобы обсудить завтрашнее учение главной батареи. Мосли, Морс, Киссинджер и Костиган не пришли на совещание, в ходе которого Скелли заявил, что башня № 2 будет участвовать в его эксперименте, при этом для 1224,7-килограммовых (2700-фунтовых) снарядов будет использоваться порох D-846.
Порох D-846 был одним из самых старых из порохов, находившихся на борту «Айовы», датировался 1943—1945 годами и был разработан для 861,8-килограммовых снарядов. На каждой пороховой канистре D-846 было отмечено: «ПРЕДУПРЕЖДЕНИЕ: Не использовать для 2700-фунтовых снарядов». Порох D-846 горел быстрее порохов других марок, что вызывало большее давление при выстреле. Скелли объяснял, что целью эксперимента было повышение точности орудий. Согласно его плану орудия башни № 2 должны были выстрелить десятью учебными (инертными) 1224,7-кг снарядами: левое орудие — двумя, центральное и правое — по четыре каждое. При каждом выстреле использовалось пять картузов с порохом D-846 вместо обычных шести. Выстрел производился на дистанцию 30 км в сторону пустынного океана.
Зиглер особенно беспокоился за экипаж своего центрального орудия. Трамбовщик (rammerman) Роберт У. Бэкхермс не обладал опытом, как и его коллеги оператор пороховой корзины (powder car operator) Гэри Дж. Фиск, запальщик (primerman) Реджинальд Л. Джонсон-младший и командир орудия Ричард Эрик Лоуренс. Чтобы помочь Лоуренсу, Зиглер отрядил наводчика 2-го класса Клейтона Хартвига (бывшего командира центрального орудия), освобождённого от командования центральным орудием ввиду предстоящего назначения на новое место службы в Лондоне. Хартвиг вошёл в состав расчета центрального орудия на период артиллерийских учений, однако Зиглер не проинформировал его об этом до утра 19 апреля — вплоть до последнего часа перед запланированным началом учений.
Роль трамбовщика вызывала особенное беспокойство, поскольку трамбовка представлялась самой опасной операцией при зарядке орудия. Плунжер сначала досылал снаряд, а затем картузы в казённик орудия. Скорость плунжера при досылании снаряда была больше (4,3 м/с), чем при досылании более лёгких по весу картузов (0,64 м/с), но не было предусмотрено никаких защитных устройств, которые препятствовали бы трамбовщику нечаянно дослать картузы с большей скоростью. Переполнение картузов в орудии могло вызвать чрезмерное трение и сдавливание весьма легковоспламеняемого пороха, что увеличивало риск его преждевременного возгорания. Если картузы размещались бы в казённике орудия слишком неплотно, с зазором, то при выстреле часть пороха могла бы не воспламениться, что привело бы к нештатной ситуации. Ни один из трамбовщиков линкора «Айова» не проходил обучения по зарядке в орудия нестандартных пороховых зарядов, состоящих из пяти картузов. Вдобавок, когда трамбовщик выполнял операцию по досыланию картузов, ему одновременно приходилось поднимать рычаг, закрывающий дверь порохового лифта, и отправлять вниз кабину порохового подъёмника, это затрудняло его задачу. Члены экипажа «Айовы» позднее заявляли, что трамбовка в центральном орудии башни № 2 иногда самопроизвольно проходила на высокой скорости. Кроме того, трамбовщик Бэкхермс никогда не работал в условиях реальной стрельбы из орудия.

## Взрыв
19 апреля в 8:31 расчетам всех башен главного калибра было приказано занять свои места. Спустя полчаса расчеты доложили, что все на местах, башни разворачиваются на правый борт в боевом положении и готовы к началу стрельб. Вице-адмирал Джонсон и его штаб поднялись на мостик, чтобы наблюдать за ходом артиллерийских учений. Линкор находился в 260 морских милях (480 км) к северо-востоку от Пуэрто-Рико и шёл со скоростью 15 узлов (28 км/ч).
Башня № 1 начала стрельбу первой, в 09:33. Левое орудие башни № 1 дало осечку, расчету не удалось разрядить орудие. Командир корабля Мусалли приказал расчету башни № 2 зарядить орудия и дать одновременный залп тремя орудиями. Согласно стандартной процедуре, следовало устранить последствия осечки башни № 1, а затем продолжить учения.
Через 45 секунд после того, как Мусалли отдал свой приказ, лейтенант Буч доложил, что правое орудие башни № 2 заряжено и готово открыть огонь. Через 17 секунд он доложил, что левое орудие готово. Через несколько секунд Эрик Лоуренс, находящийся в центральном каземате башни № 2 доложил Зиглеру по внутреннему телефону башни: «У нас тут проблема. Мы ещё не готовы. У нас тут проблема». Зиглер в ответ объявил по башенному телефону: «Левое орудие готово, хорошая работа. В центральном орудии небольшая проблема. Мы её исправим». Мортенсен, следивший со своего места в башне № 1 за телефоном башни № 2, услышал сообщение Буча о том, что левое и правое орудия готовы к стрельбе. Затем Лоуренс вышел на связь с сообщением: «Я ещё не готов! Я ещё не готов!» Следующим на связь внезапно вышел Эрни Хэниц, ведущий старшина башни № 2 «Морт! Морт! Морт!». Зиглер закричал: «О боже! Порох тлеет!» Возможно, в этот момент Зиглер распахнул дверь кабины башенного офицера, расположенной сзади башни, и кричал экипажу закрыть казённик орудия. В это время Хэниц закричал по телефону: «О боже! Здесь вспышка!»
В 9:53, через 81 секунду после того, как Мусалли отдал приказ зарядить орудия, через 20 секунд после доклада расчета левого орудия, что они заряжены и готовы к стрельбе, центральное орудие башни № 2 взорвалось. Из открытого казённика вырвался огненный шар температурой около 1400…1600°C, расширявшийся со скоростью 610 м/с, развивая при этом давление в 28 МПа. Взрыв снёс дверь, разделявшую центральный каземат орудия и кабину башенного офицера, смял переборки, отделявшие каземат центрального орудия от казематов левого и правого. Огненный шар прошёл через все казематы и через большинство нижних уровней башни. В результате вспыхнувшего пожара выделились ядовитые газы, в том числе цианид (продукт горения полиуретановой пены), которые заполнили башню. Вскоре после первоначального взрыва загорелись 910-килограммовые картузы в пороховом погребе башни. Спустя 9 минут произошёл новый взрыв, скорее всего, вызванный скоплением угарного газа. Все 47 моряков из экипажа башни, находившихся внутри, погибли. Башня сдержала большую часть взрывной волны. Двенадцать членов экипажа, работавших в пороховом погребе башни или в отсеках, окольцовывавших пространство под башней, смогли спастись бегством, не получив при этом серьёзных ранений. Они уцелели благодаря взрывозащитным дверям, разделявшим помещение порохового погреба от остальных помещений башни.

## Последующие события

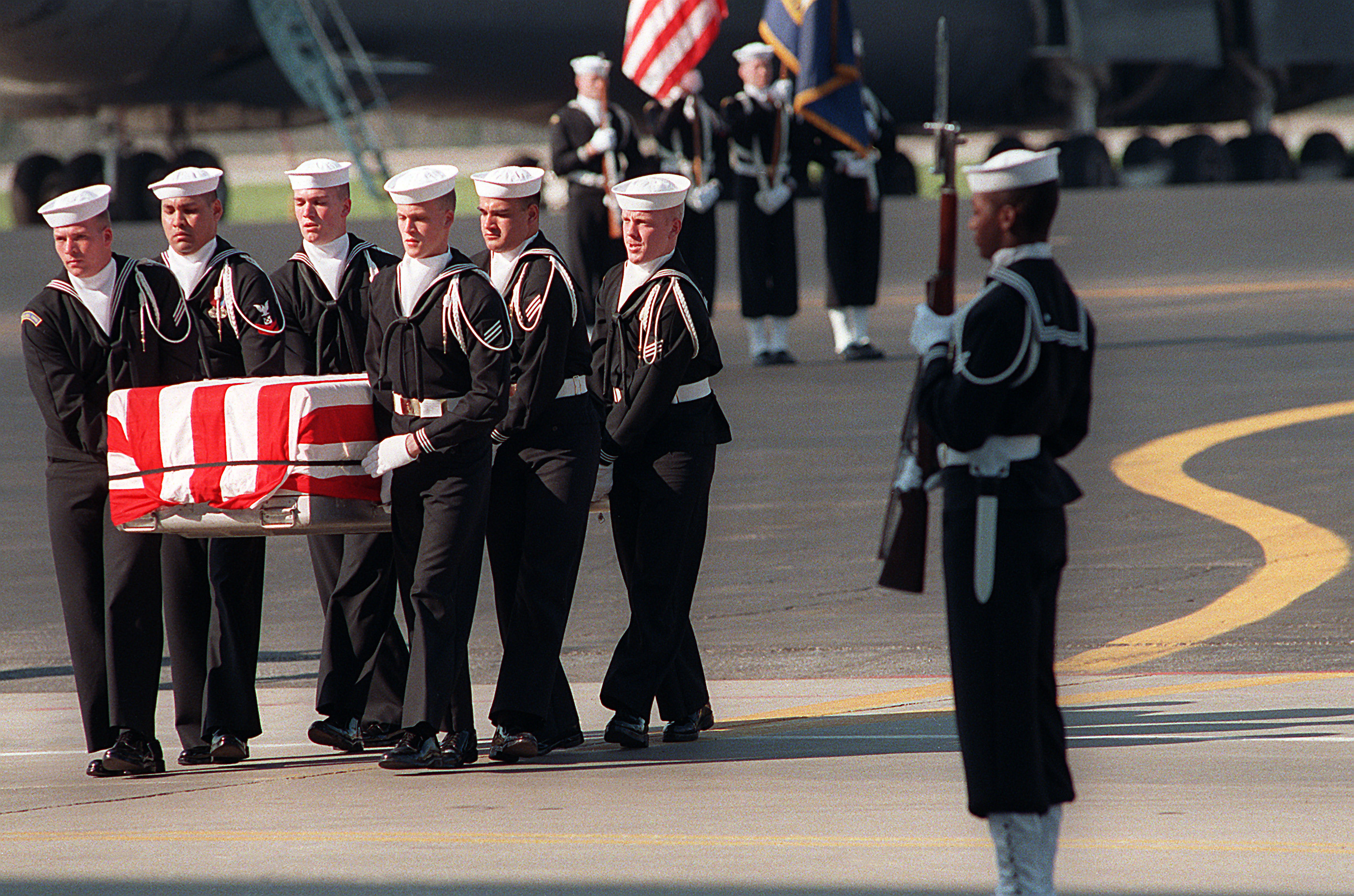
Моряки переносят гроб с телом одной из жертв взрыва после прибытия останков на базу ВВС Довер 20 апреля 1989.

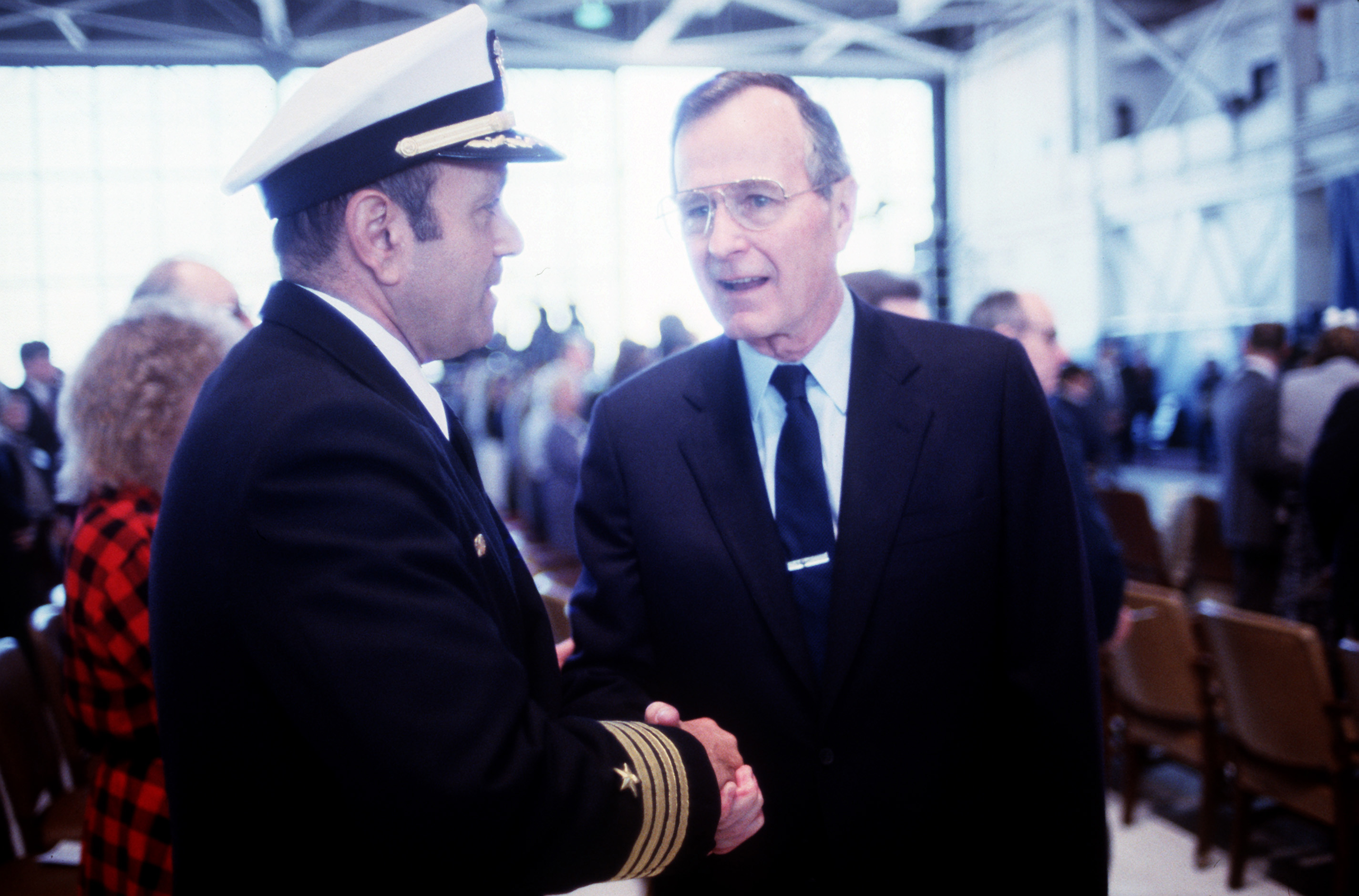
Капитан Мусалли приветствует президента Буша на поминальной службе в Норфолке 24 апреля.

Спринклерная система башни № 2 не сработала автоматически. Экипажи пожарных команд среагировали быстро и залили водой крышу башни, стволы левого и правого орудий (которые были всё ещё заряжены). Мейер и Киссинджер, надев противогазы, спустились в нижние палубы и осмотрели пороховые камеры башни. Они отметили, что металлические стены пороховых камер, в которых находились несколько тонн ещё не взорвавшихся картузов, были «раскалены до ярко-вишнёвого цвета». По совету Киссинджера Мусали приказал залить морской водой погреба башни № 2, смежные помещения и пороховые камеры чтобы оставшийся порох не взорвался. Горящую башню тушили 90 минут.
Как только пожар был потушен, Мортенсен вошёл в башню, чтобы помочь опознать тела погибших членов экипажа. На дне огромной ямы (глубиной 6,1 м), образовавшейся на месте каземата центрального орудия, Мортенсен нашёл тело Хартвига и опознал его по характерной татуировке на левом плече. У частично обугленного тела Хартвига были оторваны предплечья и ноги ниже колен. Клапан выпуска газа центрального орудия лежал на дне ямы, поэтому Мортенсен предположил что до взрыва Хартвига отправили вниз, чтобы открыть клапан. Мортенсен также нашёл, что пороховой подъёмник центрального орудия не был опущен, что было странно, так как дверь подъёмника была закрыта и заперта.
Как только бо́льшая часть воды была откачана, тела погибших были извлечены из башни. Не было сделано никаких фотоснимков местоположений тел. На следующий день тела были отправлены с корабля на борту вертолёта на военно-морскую базу Рузвельт Роудс (Roosevelt Roads Naval Station) в Пуэрто-Рико. Оттуда тела на борту транспортного самолёта ВВС C-5 Galaxy были отправлены в центр Чарльза Карсона (Charles C. Carson Center for Mortuary Affairs), находящийся на базе ВВС Довер (штат Делавэр).
Морс приказал команде расчистки под началом коммандера Боба Холмана привести башню № 2 «в нормальный вид, насколько это возможно». На следующий день экипаж вычистил и покрасил башню изнутри. Разрушенное и повреждённое оборудование было сброшено в океан. Не было сделано ничего для протоколирования местоположения или состояния повреждённого оборудования, находящегося в башне. «Никто не берёг доказательства» — заявил пожарный Брайан Р. Сканио, присутствовавший при событиях. Команде военно-морской следственной службы (NIS), находившейся на борту авианосца «Корал Си», находившегося неподалёку, объяснили, что их помощь при расследовании аварии на борту линкора «Айова» не нужна.
23 апреля «Айова» вернулась в Норфолк, где 24 апреля была проведена поминальная служба. В церемонии приняли участие несколько тысяч людей, включая членов семей погибших. Присутствовал президент Буш, он произнёс речь, в которой заявил: «Сегодня я обещаю вам, что мы найдём ответ на вопрос „Почему“, [проясним] обстоятельства этой трагедии».
Вскоре после поминальной службы матрос Кендалл Труитт рассказал семье Хартвига, что Хартвиг застраховал свою жизнь с условием двойной выплаты по полису и объявил Труитта своим единственным наследником. Труитт был другом Хартвига и в момент взрыва работал в пороховом складе башни № 2. Он сумел спастись бегством, не получив серьёзных ранений. Труитт дал обещание отдать деньги, полученные по полису Хартвига, его родителям. Сестра Хартвига Кэти Кубицина (Kathy Kubicina) 4 мая написала письма Мусалли, Морсу, капеллану «Айовы» капитану-лейтенанту Джеймсу Даннеру и сенаторам от штата Огайо Говарду Меценбауму и Джону Гленну. В этих письмах она рассказала про условия страхового договора. Она просила, чтобы кто-нибудь поговорил с Труиттом и убедил его отдать деньги родителям Хартвига.

## Первое расследование флота

### Предварительное
Через несколько часов после взрыва руководитель военно-морскими операциями адмирал Кэрлисл Трост запретил стрельбы из всех 16-дюймовых орудий. Вице-адмирал Джозеф С. Доннелл командир надводными силами Атлантики поручил коммодору Ричарду Миллигану провести неформальное расследование причин взрыва. Это означало, что показания будут сниматься без приведения к присяге, свидетелям не будут зачитываться их права, адвокаты защиты не будут присутствовать, ни в чей адрес (включая погибших) не будут выдвинуты обвинения независимо от обнаруженных доказательств.
Миллиган прибыл на борт «Айовы» 20 апреля и посетил башню № 2. Он не препятствовал продолжающейся чистке башни. Вместе с Миллиганом прибыл его личный штаб и глава штаба капитан Эдвард Ф. Мессина. Миллиган и его помощники начали расследование с расспросов членов экипажа линкора.
В ходе беседы с Миллиганом и его помощниками Мейер описывал орудийные эксперименты Скелли. Мейер заявил, что Мусалли и Киссинджер позволили Скелли провести свои эксперименты без вмешательства или контроля. По словам Мейера в этот момент Мессина прервал ход беседы, приказал стенографисту приостановить работу, вывел Мейера в коридор и сказал ему: «Ты, мелкое дерьмо, ты не можешь это говорить! Адмирал ничего не хочет слышать про эксперименты!»
После возвращения в комнату допроса Мейер рассказал комиссии, что он и Мортенсен обнаружили тело Хартвига в яме, оставшейся после взрыва орудия. После окончания беседы Мейер предупредил Мортенсена, которого собирались опрашивать следующим, следить за словами, так как, по мнению Мейера, Миллиган и его штаб действовали с какой-то скрытой целью. Позднее, когда Мейер и Мортенсен перечитывали записи своих показаний комиссии Миллигана, они обнаружили, что некоторые детали сказанного были изменены или исключены, включая заявление Мейера о том, где было найдено тело Хартвига.
Через три дня был допрошен Сканио. Описывая допрос, он заявил: «Я рассказал им всё, что именно произошло… и казалось, что когда я говорил о некоторых фактах, они просто остановили диктофон и затем задали другой вопрос и не закончили с предыдущим вопросом». По заявлению Сканио, Миллиган не позволил ему указать, чьё тело было найдено на дне центральной башни.
В ходе своего допроса Скелли добавил, что был уверен в том, что нельзя использовать порох D-846 с 2700-фунтовыми снарядами. Скелли также добавил, что у него не было письменного разрешения на проведение экспериментов от NAVSEA. В ходе беседы с Миллиганом Мусалли пожаловался, что флот дал ему в экипаж банду неудачников.
Капитан Доминик Мичели из NAVSEA был придан команде Миллигана для проведения технической экспертизы причин взрыва. С 1982 по 1985 г. Мичели командовал центром поддержки военно-морского вооружения в Крэне, штат Индиана. Большинство пороха на «Айове» было засыпано в картузы в Крэне под руководством Мичели. Находясь в Крэне, Мичели также начал использовать «сокращающие износ» оболочки картузов из вспененного полиуретана. Цианистый газ, выделявшийся из горевших оболочек, погубил многих комендоров, находившихся в башне. Следовательно, как отметили морские офицеры, а впоследствии и внешние наблюдатели, у Мичели была личная заинтересованность в том, чтобы скрыть факты, связывающие взрыв и гибель людей с состоянием пороха или картузов. Тед Гордон, бывший заместитель главного судьи флота, заявил: «У Джоя Мичели было что защищать. Орудия, снаряды, порох — это была полностью его зона ответственности. У него был личный интерес, чтобы причину инцидента на линкоре увидели не в этом».

### Фокус на отношениях Труитта и Хартвига и репортажи прессы
Получив письма от Кубицины, в которых выражались опасения по поводу страхового полиса Хартвига, Морс и Мусалли 7 мая передали эти письма Миллигану. Тот немедленно вызывал Клода Роллинса, регионального директора военно-морской службы расследований (NIS) в Норфолке и попросил о содействии в расследовании. Тед Гордон, в то время начальник NIS, возражал против начала формального криминального расследования, поскольку предполагалось, что расследование Миллигана будет неформальным. Однако заместитель руководителя военно-морскими операциями адмирал Леон А. Эдни заявил Гордону, что формальное участие NIS в расследовании проходящего под надзором Миллигана будет нелишним.
На встрече с агентами NIS в Норфолке 9 мая Мессина объяснил, что Хартвиг, будучи командиром центрального орудия башни № 2, в момент взрыва вглядывался в казённик орудия, и, возможно, это он подложил запальное устройство между двумя картузами при заряжании орудия. Мессина рассказал агентам NIS о страховом полисе Хартвига и о возможных гомосексуальных отношениях между Хартвигом и Труиттом. Позднее команда Миллигана доложила NIS о книге под названием «Getting Even: The Complete Book of Dirty Tricks» Джорджа Гайдука, найденной в шкафчике Хартвига. Миллиган впоследствии заявил, что в книге содержались инструкции, как сконструировать бомбу.
Агенты NIS Том Гудман и Эд Гудвин побеседовали с Кубициной вскоре после того как приняли на себя дело. После первоначальных вопросов о полисе страхования жизни Хартвига агенты начали расспрашивать Кубицину о сексуальности Хартвига. Кубицина впоследствии узнала, что агенты флота также допрашивали лучшего друга Хартвига по средней школе и наврали ему про то, что она якобы сказала. Агенты NIS периодически допрашивали Труитта и давили на него, чтобы тот признал, что состоял в сексуальных отношениях с Хартвигом. Другие агенты допрашивали жену Труитта Кэрол, также давя на неё вопросами о сексуальной ориентации Хартвига и Труитта, задавая вопросы, как часто у неё был секс с мужем, какого рода сексом они занимались, и не было ли у неё секса с каким-нибудь членом экипажа Труитта. Когда Труитт узнал о допросах, он заявил NIS, что больше не будет сотрудничать со следователями. При обыске в шкафчике Труитта была найдена сумка из мешковины, заполненная артиллерийским порохом. На основании этой находки, страхового полиса, известной неприязни, которую Хартвиг испытывал к жене Труитта, и убеждении в том, что Труитт и Хартвиг находились в сексуальных отношениях, NIS стало рассматривать Труитта в качестве подозреваемого. До этих событий, в феврале 1987 года, Труитту и Хартвигу уже задавали вопросы, не гомосексуалисты ли они. Оба дали тогда отрицательный ответ и на том дело закончилось.

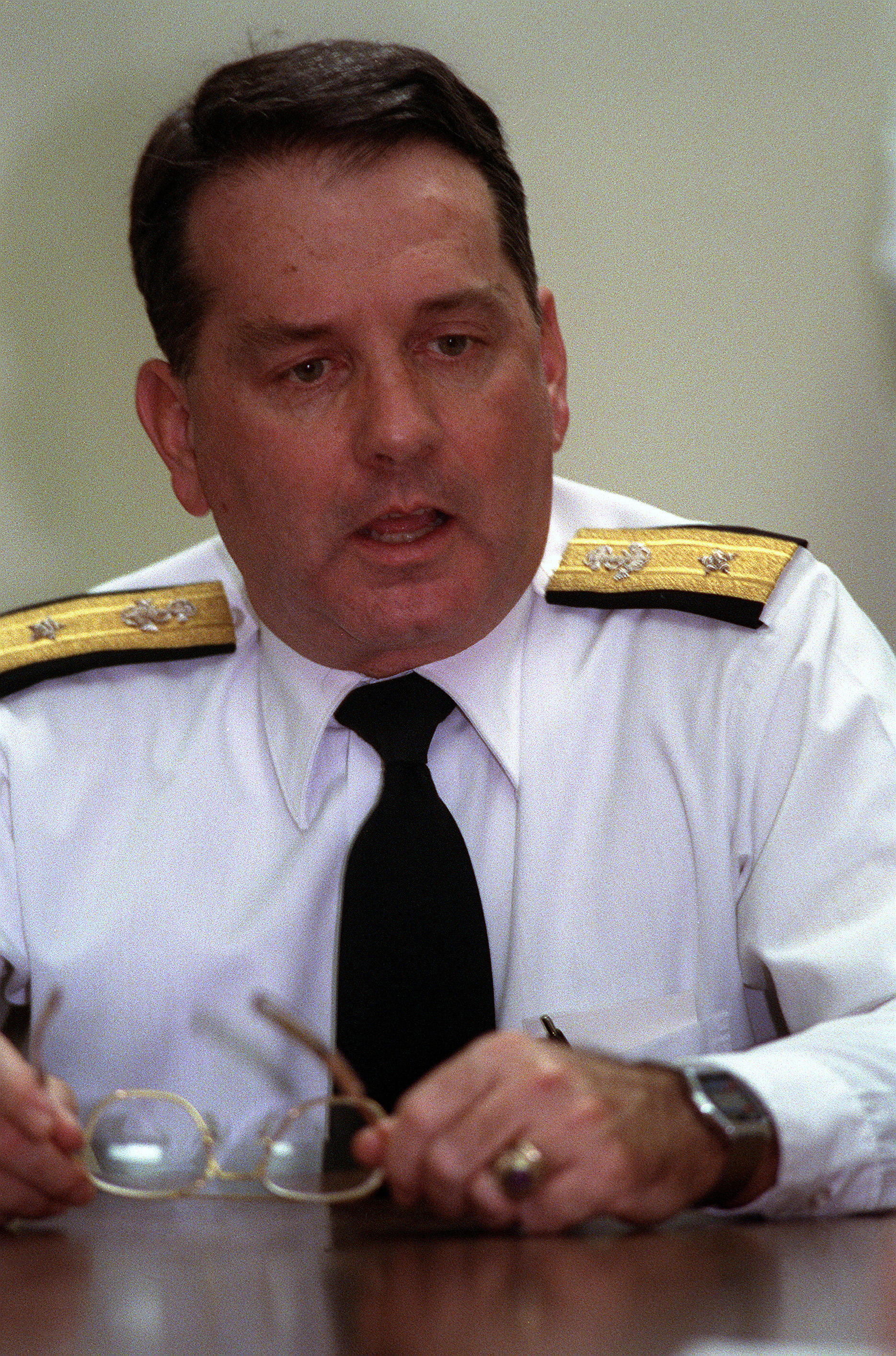
Контр-адмирал Брент Бейкер

Начиная с мая, доклады о расследовании, проводимом в NIS, начали появляться в СМИ, в том числе в The Virginian-Pilot, Newsday, The Washington Post, The New York Times и Daily Press. В большинстве сообщений упоминались имена Хартвига и Труитта. Позднее репортёры заявили, что получили информацию для своих докладов от источников в NIS, от управления флота по связям с общественностью (Navy’s Chief of Naval Information, CHINFO), возглавляемого контр-адмиралом Брентом Бейкером, и от других чиновников министерства обороны. 24 мая National Broadcasting Company (NBC) выпустила в эфир рассказ Фреда Фрэнсиса и Лена Теппера, где заявлялось, что Труитт и Хартвиг — подозреваемые в устроении взрыва, и подразумевалось, что они состояли в гомосексуальной связи. Специальный агент NIS Джеймс Уайтенер, как позже выяснилось, без разрешения NIS снабдил Теппера и Фрэнсиса компьютерными дискетами, на которых содержалась засекреченная информация (полные материалы NIS о расследовании взрыва на борту «Айовы»). Согласно более поздним сообщениям СМИ, власти флота полагали, что Хартвиг намеренно устроил взрыв после охлаждения отношений с Труиттом.
25 мая в Норфолке агенты NIS Гудман и Майк Дорси допросили матроса из экипажа «Айовы» Дэвида Смита, друга Хартвига. Агенты NIS 7 часов 40 минут держали Смита в комнате для допросов и, по словам Смита, периодически угрожали ему, что предъявят ему обвинения по 47 пунктам, включая соучастие в убийстве, лжесвидетельстве и воспрепятствовании осуществлению правосудия, если он не подтвердит, что Хартвиг говорил ему о своём намерении взорвать башню № 2. В 10 вечера Смиту разрешили вернуться на борт «Айовы», где ему предстояла 9-часовая вахта. Меньше чем через час по окончании вахты Смита вернули обратно в здание NIS в Норфолке и допрашивали его еще 6 часов. Наконец Смит заявил, что Хартвиг домогался до него, показал ему взрывное устройство замедленного действия и угрожал, что взорвёт башню № 2. Тем не менее, через три дня, когда Смита попросили перечитать и подтвердить протокол допроса, он полностью отверг свои предыдущие показания, притом заявил об этом письменно. Первоначальные показания Смита просочились в прессу без примечаний, что он отказался от них.

### Дальнейший фокус на личности Хартвига
Коммандер Томас Мунц, врач-психиатр, приданный следственной группе NIS, попросил отдел анализа поведения ФБР о помощи в проведении «психологического вскрытия» Хартвига. В ходе своего визита на базу ФБР в Куантико Мунц, Гудман, Гудвин и служащий NIS Даун Тиг объяснили специальным агентам ФБР Ричарду Аулту и Рою Хейзлвуду, что взрыв на борту «Айовы» не был несчастным случаем, а был актом саботажа. NIS передал агентам ФБР копии допросов нескольких членов экипажа «Айовы», включая допросы Смита, членов семьи Хартвига и его знакомых. Они не сообщили ФБР, что Смит опроверг своё раннее заявление, сделанное для NIS. 15 июня на следующий день после передачи материалов допроса Смита Аулт и Хейзлвуд выдали 15-страничный «двусмысленный посмертный анализ», где заявлялось, что, по мнению агентов ФБР, Хартвиг не был гомосексуалистом, но «погиб в результате своих действий, инсценировав свою смерть таким образом, чтобы она выглядела как несчастный случай».
Агенты NIS Нигро и Гудман рассказали Мичели, как Хартвиг, по их мнению, взорвал башню № 2 при помощи таймера из магазина RadioShack, и дали ему копию протокола допроса Смита. Они не сказали Мичели, что Смит отказался от своих показаний и что NIS не может ничем доказать, что Хартвиг приобретал какие-либо электронные устройства в RadioShack. Мичели приказал свой команде проверить, мог ли электрический таймер вызвать взрыв пороха в картузах. Техники металлургической лаборатории флота на военно-морской верфи Норфолка исследовали поясок снаряда центрального орудия, выполненный из медно-никелевого сплава, и вынесли заключение, что нашли в пояске химические элементы, включая барий, кремний, алюминий и кальций, показывающие, что для взрыва был использован электронный таймер. Мичели попросил ФБР продублировать исследование. Специалисты ФБР провели исследование и заявили, что они не предполагают наличия электронного таймера и что химикаты, найденные в пояске, возможно, являются следами смазочной жидкости, которую применяли для удаления снаряда из орудия после взрыва. По словам Кена Нимича из лаборатории ФБР, Мичели затем внезапно положил конец запросам флота в лабораторию ФБР о помощи.
28 августа специалисты центра поддержки военно-морского вооружения в Крэне, штат Индиана, подтвердили вывод ФБР о том, что электронный таймер, батареи и/или детонатор не использовались для взрыва. Впоследствии команда Мичели объявила о том, что взрыв вызвало химическое (а не электронное) запальное устройство, но это заключение не было включено в доклад Миллигана при его составлении. 11 августа 1989 г. флот по рекомендации Мичели вновь аттестовал 16-дюймовые (406-мм) орудия.

### Заключения расследования флота
15 июля 1989 Миллиган подал командованию свой рапорт о взрыве. В 60-страничном рапорте содержалось заключение о том, что взрыв был преднамеренным актом и «вероятнее всего» совершён Хартвигом при помощи электронного таймера. В докладе заключалось, что картузы в центральном орудии были утрамбованы на лишние 53 см и это было сделано согласно умыслу Хартвига, чтобы привести в действие таймер взрывателя, который он поместил между двумя картузами.
28 июля Донелли одобрил доклад Миллигана, заявив, что саботаж Хартвига «оставляет читателя скептично настроенным, но это мнение поддержано фактами и логично и неизбежно вытекает из выводов анализа». Начальник Донелли, командующий Атлантическим флотом адмирал Пауэлл Ф. Картер-младший также одобрил доклад, добавив, что он показывает «существенные и серьёзные провалы в действиях Мусалли и Морса» и направил доклад руководителю военно-морскими операциями адмиралу Кэрлислу Тросту. Хотя Мичели заявил, что взрыв не был вызван электронным таймером, Трост 31 августа одобрил доклад, заявив, что Хартвиг «был личностью, имевшей мотив, знания и положение в каземате орудия башни, чтобы поместить заряд в ряд пороховых картузов». При этом Трост процитировал заявление Смита для NIS о том, что Хартвиг был виновником взрыва. В доклад Миллигана не были внесены изменения, отражающие теорию Мичели, что для детонации использовался химический, а не электрический таймер.
7 сентября Миллиган и Эдни официально проинформировали представителей прессы в Пентагоне о результатах расследования Миллигана. Эдни отрицал, что флот допустил утечку какой-либо информации для прессы. Миллиган заявил, что флот полагал, что Хартвиг вызвал взрыв, процитировав среди всего прочего посмертный анализ личности Хартивга сделанный в ФБР. Миллиган продемонстрировал две книги: «Getting Even» и «Improvised Munitions Handbook» («Справочник по импровизированным боеприпасам»), заявив, что они принадлежали Хартвигу и содержали «подробные» инструкции о том как собрать детонаторы и бомбы. Миллиган и Эдни сказали, что не было доказательств гомосексуальности Хартвига. Затем Эдни заявил, что, по результатам расследования, линкоры класса «Айова» безопасны в эксплуатации и что порох, используемый на кораблях, «стабилен и готов к использованию».
Большинство родственников жертв подвергло критике заключения флота. Многие из них рассказали представителям прессы о своих личных опасениях, что погибшие рассказывали им о проблемах с подготовкой и об опасных артиллерийских экспериментах, имевших место на борту «Айовы» перед взрывом. Семья Хартвига оспаривала заключения о том, что он был склонен к депрессиям и самоубийству.
Некоторые журналисты незамедлительно подвергли сомнению результаты расследования Миллигана. Джон Халл, репортёр Richmond Times-Dispatch написал серию из четырёх статьей, начиная с 17 сентября, где показывал, что ко времени взрыва экипаж «Айовы» проводил нелегальные эксперименты с порохом, что между расследователями был очевиден конфликт интересов, что большая часть экипажа линкора была недостаточно или несоответственно подготовлена, и что теория флота о диверсии Хартвига противоречит фактам. Агентство Associated Press опубликовало материал Халла, он был опубликован и в других газетах на территории США. Роберт Беккер и А. Дж. Планкет из Daily Press написали длинную статью, в которой подвергли детальной критике доклад Миллигана. Репортёр ABC Роберт Зелник написал статью, опубликованную в The New York Times 11 сентября, где подверг флот суровой критике за то, что, по его словам, «из погибшего моряка сделали козла отпущения». Washington Post, напротив, опубликовала статью Джорджа Уилсона, в целом поддержавшего выводы флота.
3 октября Донелл подверг наказанию офицеров «Айовы» в связи с выводами, сделанными Миллиганом в его докладе. Мусалли и Бобу Финни, оперативному офицеру линкора, были вручены «письма предостережения» не имевшие карательного характера и не внесенные в их личные дела. Киссинджеру и Скелли были вручены письма предостережения, которые в этом случае несли характер взыскания с занесением в личное дело, кроме того, их подвергли штрафу: Киссинджера на 2 тыс. долларов и Скелли на 1 тыс. Донелл отменил оба штрафа. Флот выпустил заявление, где объяснялось, что нарушения безопасности и недостатки подготовки, имевшие место на борту «Айовы» в ходе расследования, не связаны со взрывом. Две недели спустя комиссия из тринадцати адмиралов посоветовала дать Мусалли другое назначение, заявив, что он «прекрасно подходит» для такой ответственности. Одним из адмиралов в составе комиссии, поддержавших назначение, был Миллиган. После того, как продюсер программы 60 Minutes Чарльз Томпсон задал вопрос о рекомендации Бренту Бейкеру и руководителю военно-морскими операциями Джереми Бурде, имя Мусалли было вычеркнуто.

### Расследование Конгресса
Сенаторы от штата Огайо Говард Меценбаум и Джон Гленн были обеспокоены выводами флота и договорились провести слушание по поводу расследования флота в комитете Сената по вооружённым силам под председательством Сэма Нанна. Член Конгресса Мэри Роуз Оакар подняла вопрос перед Николасом Маврулисом, председателем подкомитета расследований в комитете по вооружённым силам Конгресса США, рассмотреть выводы флота и провести слушания. Джон Гленн обратился с просьбой к Счётной палате проверить расследование флота по поводу причин взрыва и проверить эксперименты с орудиями (которые не были разрешены), как и другие небезопасные действия на борту «Айовы» и пересмотреть практику флота по использованию четырёх линкоров класса «Айова».
Первое сенатское слушание прошло 16 ноября 1989 г. Были заслушаны показания Троста, Миллигана и Роберта Пауэрса из NIS. Вопросы задавали сенаторы Гленн, Алан Диксон, Джон Маккейн и Джеймс Эксон. Сенаторы спрашивали морских офицером о недостатке адекватной подготовки экипажа на борту «Айовы», сроках производства и кондициях корабельного пороха, о проблемах с заряжанием центрального орудия, нелегальных орудийных экспериментах, используемых методах и заключениях, достигнутых в ходе расследования, о серии утечек информации в прессу от персонала флота и NIS.
11 декабря 1989 г. Мусалли предстал со своими показаниями перед SASC. Он отрицал, что на борту «Айовы» проводились незаконные или неразрешённые орудийные эксперименты. В ответ на вопросы сенаторов Мусалли заявил, что полагает причиной взрыва намеренный акт, но не поддерживает заключения Миллигана, что его устроил Хартвиг. В ходе слушания Сэм Нанн объявил, что Sandia National Laboratories в Альбукерке (штат Нью-Мексико) ответили согласием на просьбу Счётной палаты помочь техническому расследованию флота с ответом на вопрос, не был ли взрыв вызван какой-либо естественной причиной. Впоследствии агенты ФБР Аулт и Хейзлвуд выступили перед комитетом и ответили на вопросы о том, как создавали посмертный анализ личности Хартвига. Вдобавок Труитт и двое матросов «Айовы» и знакомые Хартвига показали, что Харвиг не имел суицидальных наклонностей и что флот пытается скрыть тот факт, что взрыв, скорее всего, произошёл по случайности.
12, 13 и 21 декабря Комитет Конгресса по вооружённым силам провёл свои слушания по поводу расследования флота. В состав комитета вошли Николас Маврулис, Лес Аспин, Ларри Хопкинс, Норман Сисиски и Джозеф Бреннан. Конгрессмены допросили Доннелла, Аулта, Хейзлвуда, Миллигана, Мицелли, Труитта, Нуммича и Ричарда Фрида (медицинского эксперта вооружённых сил).
В начале марта 1990 Комитет Конгресса по вооружённым силам выпустил свой рапорт под названием: USS Iowa Tragedy: An Investigative Failure («Трагедия на борту линкора „Айова“: провал расследования»). В рапорте содержалась критика флота за отсутствие расследования любой естественной причины взрыва в пользу заключения о том, что взрыв был намеренным актом. Флот также критиковался за загрязнение башни и снаряда, за разрешение выбросить вещественные доказательства за борт, за утверждение рапорта Миллигана до завершения технического расследования и за пренебрежение выраженным несогласием лаборатории ФБР по поводу веществ, найденных на пояске снаряда. Было отмечено, что посмертный анализ личности [Хартвига], сделанный ФБР, является «основной ошибкой расследования». Действия NIS в ходе расследования были описаны как «недостаточные», агенты NIS, участвующие в деле, подверглись критике за непрофессиональное ведение допросов и за утечку недостоверной информации и документов, в которых содержалась щекотливая информация. Наконец, в докладе было сделано заключение, что Миллиган был непригоден для надзора за ходом основного криминального расследования.

## Расследование команды Sandia

### Первоначальные расследования
Группа из сорока учёных компании Sandia, возглавляемая Ричардом Шёбелем, 7 декабря 1989 приступила к независимому техническому расследованию причин взрыва. Выполняя приказ исследовать теорию флота о том, что взрыв мог быть вызван электронным или химическим взрывным устройством, Шёбель попросил Мицелли обследовать снаряды, извлечённые из правого и левого орудий башни № 2, чтобы сравнить со снарядом, извлечённым из центрального орудия. Мицелли проинформировал Шёбеля, что оба снаряда были поставлены не на свои места и он не может их найти.
16 января 1990 на встрече с учёными Sandia Стив Митчелл, специалист из Главного центра надводных вооружений флота (округ Чарльз штата Мэриленд), доложил, что его команда обнаружила, как гранулы пороха из картузов «Айовы» дробятся и выделяют нагретые фрагменты в ходе испытаний на падение. Поверхности сколов часто нагреваются и выделяют запах. В этот момент, согласно Шёбелю, Мицелли вставил замечание: «Процессы такого рода не могут произойти в ходе реальной операции по загрузке орудия. Это не имеет отношения к взрыву». Мицелли добавил, что его команда установила, что крайне маловероятен взрыв картузов центрального орудия по причине раздробления пороха или возникновения статического электричества. Том Доран из команды Мицелли из Далгрена доложил, что его команда провела тесты на предмет, могло ли переполнение вызвать взрыв, но признал, что в ходе тестов использовались картузы, заполненные не настоящим порохом, а древесными гранулами, чёрный порох находился лишь у краёв сумки.
Следователи Sandia задали вопрос, может ли быть связь между двумя похожими взрывами, произошедшими на борту линкора «Миссисипи», и взрывом на борту «Айовы». В 1942 и 1943 годах в открытых казённиках орудий башни № 2 линкора «Миссисипи» произошли взрывы, большая часть экипажа башен при этом погибала. Команда Мицелли ответила, что связи нет, поскольку на борту «Миссисипи» не было настоящих взрывов, а имело место «интенсивное сгорание» пороха, причины которого отличались от причин инцидента на борту «Айовы». Офицер штаба командования кораблестроения и вооружений контр-адмирал Роберт Х. Эйлис сказал специалистам Sandia, что взрывы на борту «Миссисипи» не будут обсуждаться.
Группа анализа химикатов и материалов Sandia, возглавляемая Джеймсом Бордерсом, расследовала теорию о химическом детонаторе. Техники флота заявили, что пояски снарядов центрального орудия, выполненные из стального волокна, покрылись кальцием и хлором, был найден обрывок полиэтилентерефталата (обычно используемого для изготовления пластиковых сумок) и различные гликоли, включая тормозную жидкость, гипохлорит, антифриз, что вместе указывает на использование химического детонатора. Флот не смог предоставить Бордерсу поясок из стального волокна для анализа. Не осталось нетронутых поясков от снарядов и Sandia остались только материалы, уже исследованные ФБР. Команда Бордерса исследовала поясок и не обнаружила никаких следов полиэтилентерефталата. Люди Бордерса установили, что гликоль появился из-за использования чистящей жидкости Break-Free, оставшейся в стволе центрального орудия для очистки его после взрыва. Команда также установила, что кальций и хлор были и на других орудийных башнях линкора «Айова» и линкоров такого класса это свидетельствовало об обычном воздействии морской среды. Бордерс пришёл к заключению, что все «посторонние материалы», найденные специалистами флота на снаряде центрального орудия, могли появиться там обычными путями, и теория об использовании химического детонатора для взрыва выглядит крайне сомнительной.

### Исследование переполненных картузов
Член команды «Сандии» Карл Шулер определил, что пять картузов в центральном орудии башни № 2 были утрамбованы на 61 см вглубь орудия. В рапорте Миллигана, составленном согласно оценкам флота, была указана цифра 53 см. Шулер провёл 50 часов, изучая варианты на суперкомпьютере «Cray» и пришёл к заключению, что из-за перегрузки пороха, при давлении поршня в 19 МПа, картузы могло сдавить до степени воспламенения. Мел Баер, другой специалист «Сандии», определил, что взрыв произошёл близ первого картуза, что подтвердило заключение флота на этот счёт.
Другая группа расследователей из «Сандии» под руководством Пола Купера с конца марта по начало мая провела 450 тестов на падение с небольшими сумками, наполненными порохом D-846. Исследователи определили, что «упаковочный» или «регулировочный» слой (небольшое количество пороха, размещённое в крайней части каждого картуза с целью уравнять вес картузов. Его добавили в середине 1980-х, когда порох смешивался и перекладывался по картузам согласно указаниям Мицелли) будет часто воспламеняться при сдавливании на большой скорости. Купер нашёл, что горящие фрагменты не воспламеняют прилегающий к ним порох в том же картузе, вместо этого они прожигают оболочку и воспламеняют чёрный порох соседнего картуза. Всю неделю после 7 мая Шёбель спрашивал разрешения Мицелли провести тесты, используя пять настоящих картузов с порохом, сдавливаемых в стальном цилиндре того же диаметра, что и казённик 16-дюймового орудия. Мицелли ответил, что открытия Купера «не имеют связи с настоящим 16-дюймовым орудием» и отклонял периодически возникающие запросы из «Сандии» на проведение испытаний.
Беспокоясь, что ввиду отказа Мицелли провести полномасштабные тесты на падение, орудийные команды флота остаются в опасности, Шёбель 11 мая обратился к Рику ДеБоубсу, советнику Нанна в комитете по вооружённым силам. 14 мая 1990 г. Нанн отправил Тротту письмо с просьбой к флоту провести те тесты, которые требует «Сандия», и чтобы компании позволили наблюдать за их проведением. На следующий день начальник Мицелли вице-адмирал Питер Хакман, командир Sea Systems Command, вызвал к себе президента компании «Сандия» аль-Наратха и объяснил ему, что флот проведёт полномасштабные испытания как требуется и «Сандию» приглашают в них участвовать.
Тесты на падение были проведены в Далгрене под руководством Мицелли и Тома Дорана. В ходе тестов на пять вертикально расположенных картузов с порохом D-846 помещался груз в 390 кг, после чего они падали с трёхфутовой высоты на стальную плиту, что имитировало высокоскоростную трамбовку в стволе 16-дюймового орудия. 24 мая 1990 г. в ходе 18-го по счёту испытания, в присутствии Купера и Шулера, произошёл взрыв, разрушивший всё испытательное оборудование. Мицелли немедленно проинформировал об этом Хакмана. Тот предписал командованию флота приостановить какое бы то ни было дальнейшее использование 16-дюймовых орудий и вновь начал расследование флота.

### Выводы
На следующий день Шёбель, Шулер, Купер и Бордерс предстали перед сенатским комитетом по вооружённым силам, слушание проводилось в помещении, принадлежащем Сенату — здании им. Харта в Вашингтоне. Учёные рассказали о результатах своего расследования, заявив при этом, что, по мнению Сандии, взрыв произошёл по причине переполнения порохом, или ввиду человеческого фактора, или неисправности оборудования. В своем заключительном выступлении председатель комитета Сэм Нанн отверг вывод Миллигана о том, что взрыв стал результатом умышленных действий. Нанн добавил, что заключения Миллигана не поддержаны «достоверными, проверяемыми и существенными доказательствами». Позднее Нанн подверг критике действия NIS, заявив: «Все методы расследования, к которым флот прибег в данном деле, находятся под серьёзным вопросом».
25 мая Сенат допросил Фрэнка К. Конахана из Счётной палаты. Согласно его докладу, Счётная палата установила, что линкоры класса «Айова» по сравнению с другими кораблями флота не были укомплектованы достаточным количеством экипажа, особенно подразделения артиллерии главного калибра. Счётная палата нашла, что на линкорах число дисциплинарных взысканий было на 25 % выше, чем на всём флоте. Конахан закончил доклад предложением о том, что ввиду вопросов об ограниченной способности боевого развёртывания линкоров они «предстают основными кандидатами на деактивацию, поскольку мы ищем пути сокращения вооружённых сил».

## Второе расследование флота

### Дальнейшее расследование
После окончания слушаний Сената военно-морской министр Генри Л. Гаретт-третий открыл новое расследование. Нанн через ДеБоубса указал, чтобы никто из участников первого расследования, особенно Миллиган или Мицелли, не участвовал во втором. Несмотря на требование Нанна, по выбору флота новое расследование должен был возглавить Мицелли. Ему было предписано постоянно докладывать о ходе расследования в технический надзорный департамент. 30 июня 1990 г. Фрэнк Келсо сменил Троста на посту руководителя военно-морскими операциями, а Джером Л. Джонсон сменил Эдни на посту заместителя руководителя военно-морскими операциями. Вскоре после смены командования ДеБоубс посетил Келсо в Пентагоне и намекнул, что оставить Мицелли во главе нового расследования — не самая лучшая идея. Келсо выслушал это предложение, но отказался заменить Мицелли. По просьбе Сената «Сандия» продолжила участвовать в расследовании. По заявлению флота, новое расследование должно было быть завершено за шесть месяцев.
Томпсон говорил, что комиссия по надзору адмирала Хакмана была «беззубым тигром», редко собиралась, не участвовала активно в повседневной работе Мицелли и никогда не побуждала его ускорить свою работу. Шёбель, напротив, заявлял, что представитель комиссии присутствовал на встречах с Мицелли. В состав комиссии входили контр-адмирал в отставке Дональд Р. Роан, Роджер Б. Хорн-младший (заместитель командира управления разработки и строительства кораблей и командующий Naval Sea Systems), Джордж Р. Мейнинг-младший (командующий Naval Sea Systems), Уолтер Х. Кантрелл (заместитель командующего командования кораблестроения и вооружений), Дуглас Дж. Кац и Роберт Х. Эйлис. После запроса со стороны Меценбаума комитет Нанна установил постоянный мораторий на любое продвижение по службе для Миллигана в будущем. В ходе церемонии по уходу в отставку капитана Мусалли весной 1990, Дан Мейер доложил комитету сената по вооружённым силам о нарушениях, допущенных капитаном Мицелли в ходе расследования причин взрыва.
В июне и июле 1990 г. команда Мицелли провела тесты с использованием полноразмерной модели ствола 16-дюймового орудия. Тесты проводились при скорости поршня в 2, 4, 8 и 14 футов в секунду (4,3 м/с). В ходе одного из тестов, проводимого со скоростью 14 футов в секунду (4,3 м/с) в «стволе орудия» произошёл взрыв. Купер и Шулер, наблюдавшие за ходом испытаний, доложили Шёбелю что, по их мнению, Мицелли пытался ограничить масштаб тестов и провести большую часть испытаний по трамбовке на низкой скорости. Сотрудники команды «Сандии» также отмечали, что Мицелли отказывался позволить своим гражданским техникам проверить альтернативные сценарии переполнения и, как им казалось, с помощью различных средств намеренно задерживал ход расследования.
В ходе последующих тестов на переполнение, проведённых командой Мицелли, случились ещё четыре взрыва. Том Доран, гражданский сотрудник команды Мицелли, рассказал Шёбелю, что 18 июля тесты на переполнение показали, что взрывы могут произойти и на меньших скоростях в зависимости от конфигурации гранул сыпучего пороха в картузах. Доран доложил, что Мицелли потом приказал ему не проводить дальнейших тестов в этом направлении.
В августе 1990 г. флот ввёл ограничения на стрельбу из 16-дюймовых орудий. Из картузов для 16-дюймовых орудий были удалены «регулировочные» слои пороха. Для индикации низкой скорости трамбовочного поршня была введена цветовая система. Расчетам орудий было предписано по инструкции проводить дополнительные тренировки по трамбовке.
В ноябре 1990 г. Купер обнаружил два пропавших снаряда башни № 2 (для левого и правого орудий) на складе в Далгрене. Купер и другие учёные Сандии исследовали снаряды и нашли на них те же волокна и химикалии, которые были найдены на снаряде центрального орудия. Шёбель заявил: «Здесь следует положить конец делу флота против Хартвига». Флот выразил несогласие с тем, что на всех трёх снарядах были найдены одни и те же материалы.

### Выводы
3 июля 1991 г. Мицелли предстал перед бюро по техническому надзору NAVSEA и заявил, что его расследование подтвердило первоначальную теорию флота о намеренном акте. Хотя на выступлении Мицелли присутствовали представители «Сандии», члены бюро не предложили им опровергнуть или прокомментировать утверждения Мицелли.
Заключения «Сандии» были представлены на заседании Сената в августе 1991 года и включены в доклад Счётной палаты о её собственном расследовании. Команда Шёбеля пришла к заключению, что волокна и различные химические составляющие, найденные флотом на снаряде центрального орудия, не имели отношения к взрыву. Команда установила, что переполнение имело место, но невозможно было определить скорость, с которой поршень прижимал картузы к снаряду. Эксперты «Сандии» установили, что переполнение картузов, возможно, стало причиной взрыва. Вероятность выбора группы из пяти картузов, которые были восприимчивы к воспламенению при переполнении, составляла 16,6 %. В докладе указывалось что, по мнению «Сандии», взрыв произошёл немедленно при переполнении и никакой задержки (о которой флот говорил в свой теории) не было. «Сандия» предложила теорию, что переполнение могло произойти ввиду недостаточной подготовки экипажа центрального орудия, плохо разработанного и выполненного плана стрельб и недостаточного инструктажа, что внесло свой вклад в путаные действия комендоров, и, возможно, неисправности трамбовочного поршня. Доклад «Сандии» заключал, что вероятность воспламенения пороха в 16-дюймовых орудиях ввиду переполнения такова, что требуются меры предотвращения переполнения на любой скорости. В докладе Счётной палаты содержалось заключение, что взрыв, вызванный переполнением, представлял из себя «ранее не распознанную проблему безопасности». Команда Шёбеля также проинформировала адмирала Келсо из Пентагона о своих открытиях.
17 октября 1991 г., спустя 17 месяцев, как флот вновь запустил расследование, Келсо провёл пресс-конференцию в Пентагоне, чтобы объявить результаты повторного расследования флота. Келсо отметил, что флот потратил на расследование 25 млн долларов. Он заявил, что флот не нашёл доказательств неправильных действий с орудием и правдоподобной причины случайного характера взрыва. Келсо заявил: «Первоначальное расследование было честной попыткой взвесить беспристрастно все доказательства, существовавшие в то время. И в самом деле, несмотря на теорию „Сандии“ и почти два года последующих тестов, значительная часть научных и экспертных доказательств продолжает поддерживать вывод первоначального расследования, что не может быть удовлетворительной причины случайного характера взрыва». Келсо добавил, что флот также не нашёл доказательств умышленного характера взрыва. Позднее он объявил, что приказал флоту никогда не поручать расследования инцидента такого характера неофициальному совету, состоящему из одного офицера. Келсо закончил доклад выражением «искренних соболезнований» семье Клейтона Хартвига и принёс извинения семьям погибших «поскольку прошло столько времени и, несмотря на все усилия, не было найдено ясного ответа, какова причина такой страшной трагедии».

## Послесловие

### «Айова»
Башня № 2 была закрыта и запечатана после ремонта и никогда более не действовала. Был проведён поверхностный ремонт, все детали, связанные с ремонтом, хранились внутри башни.
26 октября 1990 г. в Норфолке «Айова» была выведена из состава флота и переведена в состав резервного флота национальной обороны. С 24 сентября 1998 по 8 марта 2001 г. линкор находился на приколе в военно-морском образовательном и подготовительном центре в Ньюпорте. Оттуда корабль отбуксировали в Калифорнию. С 21 апреля 2001 по 28 октября 2011 г. корабль находился на стоянке в заливе Сэсун близ Сан-Франциско, находясь в составе резервного флота. В мае 2012 г. «Айову» отбуксировали в порт Лос-Анджделеса, где она была преобразована в плавучий музей.
В период с августа 1990 по февраль 1991 г. другие линкоры типа «Айова» — «Висконсин» и «Миссури» — несли боевую службу в Персидском заливе. Поддерживая боевые операции в войне в Заливе, линкоры выпустили 1182 снаряда из 16-дюймовых орудий, стрельбы проходили без аварий.

### Карьеры
Миллиган и Мицелли ушли в отставку из флота в 1992 г., находясь в чинах контр-адмирала и капитана соответственно. Миллиган преподавал экономику в военно-морской школе последипломного образования, затем стал вице-президентом компании по национальному страхованию.
Капитан Мусалли ушёл в отставку в мае 1990 г., находясь в том же чине. На церемонии по передаче командования 4 мая Мусалли подверг флот критике за плохую организацию расследования, заявив, что следователи были «людьми, которые в своём стремлении решать проблемы „Айовы“ забыли о том, что надо поступать правильно в отношении экипажа „Айовы“». Позднее Мусалли устроился на работу в «Локхид Мартин» (округ Вашингтон). В 2001 г. Мусалли сделал заявление для газеты Washington Post: «Только Богу известно, что на самом деле случилось там в башне. Мы никогда ничего реально не сделаем, чтобы узнать наверняка».
Скелли был переведён на линкор «Висконсин» в конце 1990 или в начале 1991 г. и принимал прямое участие в действиях артиллерии в ходе войны в Заливе. В 1998 он ушёл в отставку.
Мейер ушёл в отставку в 1991 г. В своём прошении об отставке он выражал недовольство расследованием флотом причин взрыва и ролью в нём Мицелли и других офицеров. Мейер заявил, что они действовали с целью прикрытия. Письмо было направлено вице-адмиралу Джереми Бурде, который в то время занимал пост начальника Главного управления кадров флота. Бурда попросил Мейера убрать это из письма, но Мейер отказался. Когда Мейер явился за своими бумагами об увольнении, он обнаружил что его критика флота и некоторых офицеров убрана из текста письма. Мейер получил назначение на Средний восток, где принял участие в операциях «Щит пустыни» и «Буря в пустыне». В настоящее время Мейер служит на посту начальника отдела расследования притеснений гражданских лиц в управлении генерального инспектора министра обороны. В качестве одного из двух начальников уровня директора программы по защите осведомителей министерства обороны Мейер контролирует процесс проверки заявлений осведомителей из гражданского персонала министерства обороны.
Кендаллу Труитту было отказано в восстановлении на военной службе, по сообщениям в отместку за его выступления перед прессой и защиту Хартвига. Он был уволен со службы 9 февраля 1990 г. Труитт продолжал обелять имя Хартвига в своих заявлениях для прессы.

### СМИ
Газета The New York Times в 1993 подвергла суровой критике флот за серию неудачных расследований, в числе которых были скандал на симпозиуме ассоциации Тейлхук, взрыв башни «Айовы», нарушения безопасности в американском посольстве в Москве и расследование убийства матроса-гомосексуалиста в Йокосуке (Япония). В газете содержалось заявление: «Каждый острый запрос может выявить различные слабости флота. Повторяющееся головотяпство говорит о системной проблеме военно-морской криминальной службе расследований и провальном управлении на высших уровнях»
В 1999 г. Шёбель опубликовал книгу Explosion Aboard the Iowa, где рассказал о своём руководстве расследованием компании «Сандия». Он сделал заключение, что инцидент на борту «Айовы» и последующие события демонстрируют, что важные дела должны расследоваться независимыми группами, а не собственными силами, в данном случае — флота. Он также отметил проявление злоупотреблений при мощной попытке манипулирования прессой, которую флот явно предпринимал, чтобы держать под контролем утечки информации о расследовании. Более того, Шёбель отметил нечестное и беспорядочное изложение прессой сенсационной информации, полученной неофициально от флота. Наконец, он отметил, что флоту не хватает надлежащей военно-юридической процедуры по отношению к погибшему персоналу.
В 1999 г. Чарльз Томпсон опубликовал книгу A Glimpse of Hell: The Explosion on the USS Iowa and Its Cover-Up документирующую его расследование взрыва и последующие события. В книге подвергаются весьма сильной критике многие из офицеров линкора, включая Мусалли, а также множество офицеров, принимавших участие в последующем расследовании со стороны флота и NIS. Книга получила благоприятные отзывы и в марте 1999 была избрана организацией Month Club военной книгой месяца. Томпсон заявляет, что после публикации книги его приглашение прочитать речь в национальном военно-морском музее было отменено, его книгу запретили продавать в книжном магазине музея и в магазинах розничной торговли на базах флота по всему миру. В своём запросе по поводу нарушения принципа свободы информации Томпсон привел сообщения электронной почты между чиновниками флота. В одном из них, направленном от офицера по связям с общественностью флота, говорилось по поводу Томпсона: «Я созову оптовиков и скажу им не продавать книгу этого автора». В 2001 г. телеканал FX показал телефильм A Glimpse of Hell снятый по мотивам книги Томпсона. Фильм собрал рейтинг в 3,3, его просмотрели 2,7 млн зрителей, что сделало его самым просматриваемым за всю семилетнюю историю канала FX.
Алан Е. Дихл, бывший менеджер безопасности ВВС США, описал инцидент на борту «Айовы» в своей книге Iowa incident in his 2003 book Silent Knights: Blowing the Whistle on Military Accidents and Their Cover-Ups. Дихл назвал инцидент и последующие события худшей попыткой военных скрыть правду, которую он когда-либо видел.
Одна из серий телесериала «Военно-юридическая служба» снята по мотивам событий на «Айове».

### Судебные иски
19 апреля 1991 г. семья Хартвига подала в суд на флот за «умышленное причинение эмоционального расстройства» согласно федеральному закону об исках за гражданские правонарушения. 30 июня 1992 г. Хартвиги добавили ещё одно обвинение, после того как флот отправил письмо родителям Хартвига с приглашением погибшему вступить в ряды военно-морского резерва. В своём иске Хартвиги избрали именно такую формулировку с целью избежать ограничений возмещения ущерба, накладываемых прецедентом по делу Фереса. Министерство обороны потребовало отклонить иск Хартвигов в соответствии с принципом государственного иммунитета. Тем не менее, в мае 1993 г. окружной судья Кливленда Пол Р. Матья постановил, что иск Хартвигов может быть принят к производству. После досудебного следствия правительство опять подало просьбу отклонить иск. 26 января 1999 г. судья-магистрат Дэвид Перелман выпустил рекомендацию отклонить иск, так как период в несколько лет досудебной фазы показал, что для Хартвигов существенно возмещение ущерба за клевету и их малообоснованных жалоб на клевету недостаточно, чтобы преодолеть принцип государственного иммунитета. Семья Хартвигов опротестовала решение, но 10 ноября 1999 г. окружной судья Соломон Оливер-младший принял рекомендацию к отклонению иска, постановив, что «хотя пагубные действия правительства могли иметь место, они не могут стать основанием для иска против США».
Хартвиги также подали в суд на NBC News, требуя 10 млн долларов за возмещение «эмоционального расстройства, так как репортажи Фреда Фрэнсиса создали ложный образ Хартвига как массового убийцы с суицидальными наклонностями». В ответ NBC заявило, что они не могут быть ответственными за это, поскольку информация поступала к ним прямо от источников из NIS. Федеральный судья отклонил иск.
Тридцать восемь членов семей погибших на «Айове» моряков подали иск против флота требуя в общей сложности 2,35 млрд долларов в качестве возмещения за гибель их родственников при взрыве. Окружной судья Клод М. Хилтон в г. Александрия (штат Вирджиния) отклонил объединённый иск, ссылаясь на прецедент в деле Фереса.
В марте 2001 г. Мусалли, Мицелли, Морс и Финни подали иск против автора книги Glimpse of Hell Томпсона, издателя книги компании W. W. Norton & Company и Дэна Мейера. Истцы заявили, что большая часть книги содержит клевету и ложную конфиденциальную информацию о заговоре. В апреле 2001 г. Мортенсен подал отдельный иск за сходные действия. В ответ на иск Томпсон заявил, что будет отстаивать содержание книги.
В апреле 2004 г. Верховный суд штата Южная Каролина отклонил иск против Томпсона и Мейера, но допустил к рассмотрению иск против компании W. W. Norton. В феврале 2007 г. иск был урегулирован до суда, условия его разрешения не раскрыты. Стефен Ф. де Антонио, адвокат истцов, заявил, что его клиенты чувствовали себя «полностью оправданными». Компания W. W. Norton никогда публично не отвергала и не опровергала материалы из книги Томпсона, однако отправила письмо бывшим офицерам где заявлялось: «Вы уверены, что книга в определённой степени указывает на ваше участие в сокрытии фактов, на вашу некомпетентность, что вы сообща совершали преступные действия, нарушали правила флота, морскую практику, выказывали профессиональную неумелость. Компания Norton сожалеет об эмоциональном расстройстве, которое испытали вы и ваши семьи».

### Поминальные службы
На военно-морской базе в Норфолке был возведён небольшой памятник. Каждый год 19 апреля в Норфолке проводится поминальная служба, в который участвуют бывшие члены экипажа «Айовы» и члены семей погибших при взрыве.
В ходе церемонии 1999 года капитан флота в отставке Ларри Сикист, первый командир «Айовы» после возвращения в строй, произнёс речь перед бывшими членами экипажа «Айовы» и семьями 47 моряков, погибших при взрыве. Сикист подверг критике флот за то, что он вводил в заблуждение семьи погибших о своём расследовании и преследовал членов семей моряков, добавив при этом: «Со стороны командования флота хорошо было бы прийти сюда и сказать вам что-нибудь прямое, вроде „Мы просим прощения“». Представитель флота сказал в ответ: «Всё, что сказал капитан Сикист — это его мнение. Это его право».
С тех пор как линкор «Айова» стал кораблём-музеем в Сан-Педро, Лос-Анджелес появилась возможность проводить поминальные службы на его борту. Первая такая служба была проведена 19 апреля 2013 на палубе рядом с башней.

## Комментарии
1. ↑  Хотя восстановление «Айовы» прошло в рамках выделенного бюджета, итоговая цена превысила запланированную стоимость на 50 млн долларов, главным образом из-за сверхурочных, выплачиваемых подрядчикам судна[3].
2. ↑  Утечка масла, воды и рабочей жидкости в главном орудии башни №3 была настолько сильна, что экипаж называл её «дождём в лесу». Никоу вскоре был произведён в контр-адмиралы [5]
3. ↑  Согласно Томпсону 25 августа «Айова», управляемая Мусалли, едва избежала столкновения с фрегатами USS Moinester (FF-1097) и USS Farragut (DDG-37) и крейсером USS South Carolina (CGN-37), поскольку плохо управлялась в мелководье. В итоге она села на мель в главном канале залива близ Thimble Shoals, но через час смогла без повреждений сняться с мели и вернуться в порт[14]
4. ↑  40-летний Скелли из г. Декейтер, штат Иллинойс посвятил свою жизнь исследованию линкоров и их артиллерии. По завершении службы на флоте Скелли вернулся к частной жизни. Следующие 15 лет его единственной постоянной работой была продажа кухонной утвари. В то же время Скелли продолжал служить в военно-морском резерве, достигнув ранга главного унтер-офицера и вернулся к действительной службе в этом звании. At the same time, Skelley served in the Navy Reserve, eventually rising to the rank of Master Chief Petty Officer, and returned to active duty at that rank. Said Seaquist of Skelley, "I decided that Skelley was brilliant, but was also a weird little fellow who required a very tight leash...He could be dangerous if left to his own devices, because he was totally fixated with getting more accuracy and range out of the guns, even if that entailed cutting corners and compromising safety." (Thompson, p. 30) Costigan was a 1972 Naval Academy graduate who had been twice passed over for promotion to commander. He had previously served on the New Jersey and, like Skelley, was a battleship devotee. (Thompson, pp. 61–62)[17]
5. ↑  Во время выстрела Мусалли приказал расчёту первой башни вручную стрелять из орудий, используя вытяжные шнуры, этот метод считался опасным и использовался в самом крайнем случае. Командиры первой башни отказывались выполнить приказ. До того как Мусалли узнал об из отказе, некоторые заметили, что орудия первой башни направлены на нос «Айовы». Впоследствии орудия были вручную разряжены. Другие комендоры «Айовы» не смогли подтвердить историю Томпсона о левом орудии, выстрелившем по своему же кораблю[19]

### Печатные СМИ
- Bonner, Kit; Carolyn Bonner and Kermit Bonner. Great Naval Disasters: U.S. Naval Accidents in the 20th Century (англ.). — Zenith Press[англ.], 1998. — ISBN 0-7603-0594-3.
- Diehl, Alan E. Silent Knights: Blowing the Whistle on Military Accidents and Their Cover-Ups (англ.). — Potomac Books[англ.], 2003. — ISBN 1-57488-544-8.
- Schwoebel, Richard L. Explosion Aboard the Iowa (англ.). — Diane Pub Co, 2001. — ISBN 0-7567-6583-8.
- Shilts, Randy[англ.]. Conduct Unbecoming: Gays and Lesbians in the U.S. Military (англ.). — St. Martin's Griffin, 1993. — ISBN 0-312-34264-0.
- Thompson I. I., Charles C. A Glimpse of Hell: The Explosion on the USS Iowa and Its Cover-Up[англ.] (англ.). — W. W. Norton, 1999. — ISBN 0-393-04714-8.
- Vistica, Gregory. Fall From Glory: The Men Who Sank the U.S. Navy (англ.). — Touchstone, 1997. — ISBN 0-684-83226-7.
- Vogel, Steve (18 марта 2001). Deadly Blast Haunts Battleship's Skipper. The Washington Post.

### Web
- Associated Press (8 декабря 1989). U.S.S. Iowa Returns to Port (Newspaper article). The New York Times. Дата обращения: 2 января 2008.
- Associated Press. Court allows Iowa officers to sue book publisher. Jelsoft Enterprises Ltd. Дата обращения: 9 мая 2007. Архивировано 14 февраля 2013 года.
- Associated Press (2007). Defamation suit over USS Iowa book settled. ABCmoney.co.uk. Архивировано из оригинала 13 апреля 2009. Дата обращения: 9 декабря 2008.
- Blue, Dan (13 июня 1999). Framed at Sea:  How Navy officers tried blame 47 deaths on a sailor by calling him gay. San Francisco Chronicle. Архивировано из оригинала (Newspaper book review) 1 ноября 2000. Дата обращения: 19 ноября 2008.
- Charles, Dan. Battleship blast was accident, not suicide (Magazine article). New Scientist (14 сентября 1991). Дата обращения: 19 октября 2008. Архивировано 14 февраля 2013 года.
- Conahan, Frank C. Battleships, issues arising from the explosion aboard the USS Iowa (англ.). — The Office of the Distributor, Government Accountability Office, 1990.
- DiGiulian, Tony. United States of America 16"/50 (40.6 cm) Mark 7. Navweaps.com (3 ноября 2008). Дата обращения: 22 декабря 2008. Архивировано 14 февраля 2013 года.
- Dorsey, Jack (17 апреля 1999). Ten years after Iowa tragedy, only evidence left is memories. Virginian-Pilot. Архивировано из оригинала ((as reproduced at USSIowa.org)) 11 марта 2007. Дата обращения: 9 мая 2007.
- Engelberg, Stephen (5 ноября 1989). Navy Finding on Iowa Blast Is Drawing Criticism (Newspaper article). The New York Times. Дата обращения: 2 января 2008.
- Garzke, William H., Jr.; Robert O. Dulin, Jr. Battleships (англ.). — Naval Institute Press: Annapolis, Maryland, 1995. Архивировано 11 марта 2007 года.
- Gordon, Michael R. (25 мая 1990). Navy Reopens Iowa Blast Inquiry After Ignition in Gunpowder Test (Newspaper article). The New York Times. Дата обращения: 2 января 2008.
- Government Accountability Office (GAO). U.S.S. Iowa Explosion:  Sandia National Laboratories' Final Technical Report (англ.). — The Office of the Distributor, Government Accountability Office, 1991.
- Government Accountability Office (GAO). Battleships, issues arising from the explosion aboard the USS Iowa (англ.). — The Office of the Distributor, Government Accountability Office, January 1991.

### Аудио/видео
- A&E Network (2001). History Undercover: USS Iowa Explosion (Documentary video). A & E Home Video.
- Salomon, Mikael (Director) (2001). A Glimpse of Hell (Television production). 20th Century Fox Television. Independent review

### Другие СМИ
- Michaud, Stephen G.; Roy Hazelwood. The Evil That Men Do: FBI Profiler Roy Hazelwood's Journey into the Minds of Sexual Predators (англ.). — St. Martin's True Crime, 1999. — ISBN 0-312-97060-9.- Roy Hazelwood, a former member of the FBI’s Behavioral Science Unit, in this book defends his work as a member of the FBI team which concluded in an «equivocal death analysis» that Hartwig had likely intentionally caused the Iowa explosion.
- Milligan, Richard D. Investigation to inquire into the explosion in number two turret on board USS Iowa (BB 61) which occurred in the vicinity of the Puerto Rico operating area on or about 19 April 1989 (англ.). — Secretary of the Navy, 1989.- The official report on the US Navy’s first investigation into the explosion conducted by Milligan. Excerpts from this report are reprinted in Schwoebel’s book listed above.